# 2024年二十國集團里約熱內盧峰會
2024年G20里約熱內盧峰會（葡萄牙語：Cúpula do G20 Rio de Janeiro 2024）是二十國集團第十九次峰會，峰會於2024年11月18日至19日巴西里約熱內盧現代藝術博物館舉行。
其主題是「建造公正的世界和永續發展的行星」（英語："Building a Just World and a Sustainable Planet"）。 

## 議程重點
2024年G20對話確定了三大重點：
葡萄牙文：
- Inclusão social e combate à fome;
- Transição energética e desenvolvimento sustentável nas suas vertentes social, económica e ambiental;
- Reforma das instituições de governação global.

英文：
- Social inclusion and the fight against hunger
- Energy transition and sustainable development in its social, economic and environmental aspects
- Reform of the global governance institutions

中文：
- 社會包容與戰勝飢餓
- 能源轉型及社會、經濟、環境的永續發展
- 全球治理機構改革

巴西總統路易斯·伊納西奧·盧拉·達席爾瓦在印度德里舉行的2023年二十國集團峰會上宣布成立「全球動員應對氣候變遷」工作小組，旨在為受氣候變遷影響的人們創造收入並減少不平等現象。
另外，除聯合國安全理事會改革外，還致力於世界銀行、國際貨幣基金組織、世界貿易組織等全球機構的一樣要全面改革，降低南北分歧的不公平，擴大南方世界、發展中國家的發言權。

### G20 Social
巴西擔任輪值主席國期間啟動了G20社會（G20 Social）的組織，該組織將讓民間社會參與G20辯論，參與G20峰會的討論和政策制定並做出貢獻。

## 籌備

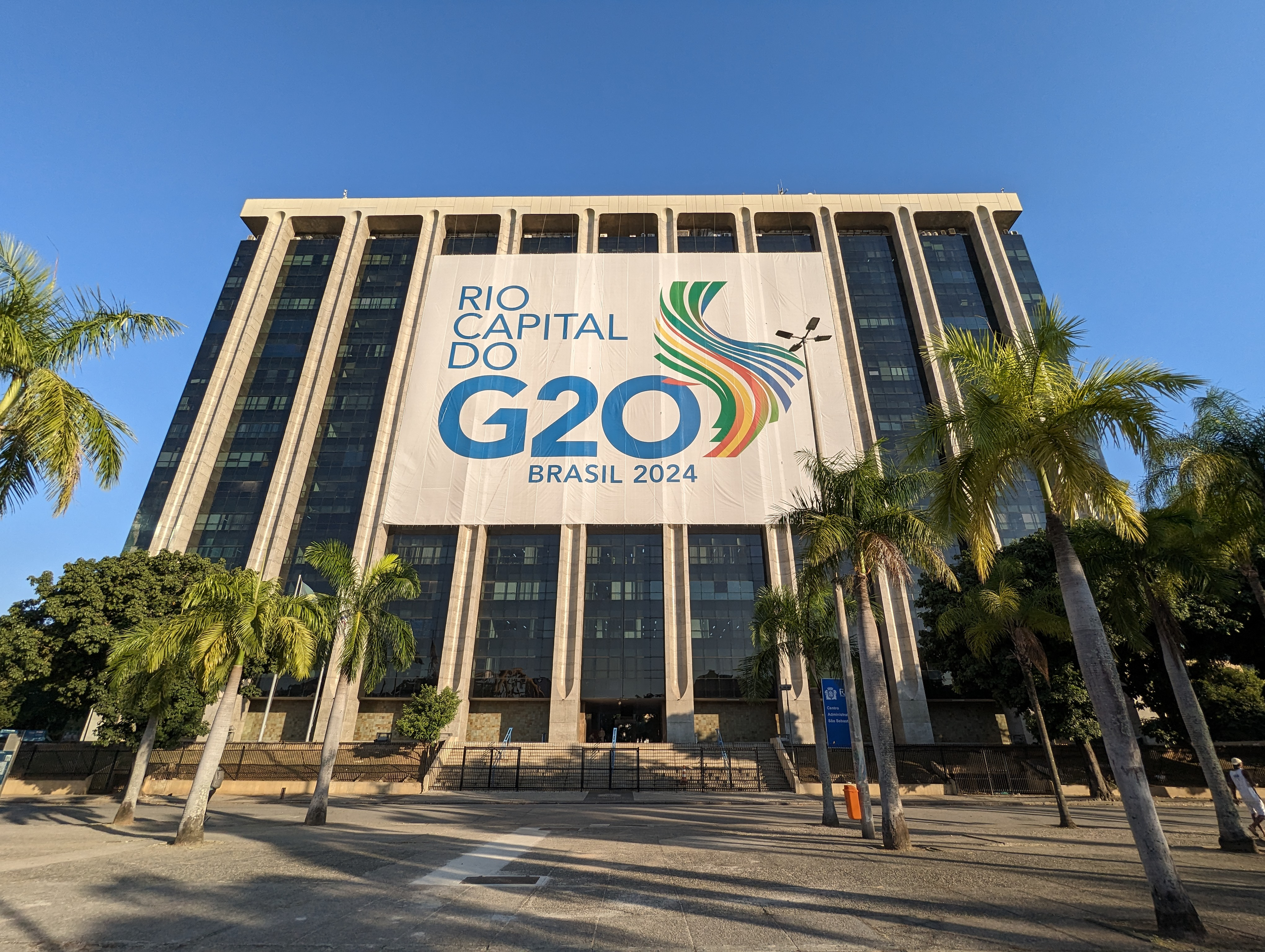
聖塞巴斯蒂安行政中心G20活動的宣傳橫幅，該中心是聖塞巴斯蒂安市政府的總部里约热内卢

巴西政府為15個城市舉行的G20活動提供了3億巴西雷亞爾預算（约6,000萬美元）。相較之下，印度政府在會議期間花費了410億印度盧比（约4,900萬美元）。
里約熱內盧現代藝術博物館將於2024年11月18至19日主辦國家元首與政府首長峰會。主會場一萬六千件藝術品將進行大規模翻修，預算為4億巴西雷亞爾（约7600萬美元）。
為確保活動安全，巴西政府部署1,200名巴西武装力量和聯邦警察作爲安保。
四月，里約熱內盧州民警模擬在領袖高峰會期間針對救世基督像恐怖攻擊作出演習。

## 問題

### 俄羅斯與烏克蘭
俄羅斯入侵烏克蘭後，國際刑事法院以戰爭罪對弗拉基米爾·普京發出逮捕令。國際刑事法院的123個成員國有義務在普京踏上他們的領土時逮捕並將其移交至海牙。巴西總統在2023年9月9日表示普京「（普京）可以毫無恐懼參加明年里約熱內盧舉行的G20峰會」（葡萄牙語：pode participar sem medo na cúpula do G20 do próximo ano no Rio de Janeiro），並補充「如果我是巴西總統，且如果他（普京）來巴西，沒理由逮捕他。」（葡萄牙語：se eu sou o presidente do Brasil, e se ele vier ao Brasil, não há razão para que seja preso）巴西最高外交官兼政府首席顧問塞爾索·阿莫里姆後來證實有意邀請普丁參加高峰會。
2024年10月18日，普京表态他将不会出席G20峰会，因为“如果让他出席，将破坏工作组的稳定”。

### 其它
本届峰会主题将包括全球气候变暖相关对话及数字经济行为守则。巴西總統也將優先處理以色列—哈馬斯戰爭以及美中之間不斷升級的冷战。
在有关打击虚假新闻的对话上，总统第一夫人罗桑格拉·卢拉·达席尔瓦辱骂埃隆·马斯克称“我不怕你...”（Eu não tenho medo de você, fuck you, Elon Musk），几小时后马斯克通过X回应Janja的视频称“他们将很快输掉选举”。

## 參會領導人

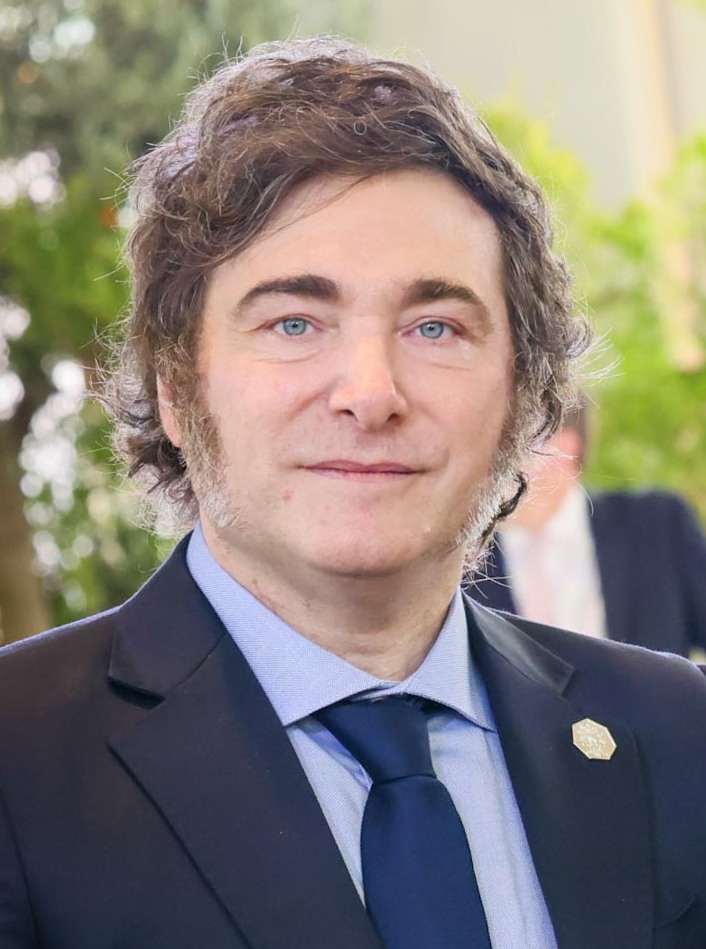
阿根廷 总统 哈維爾·米萊
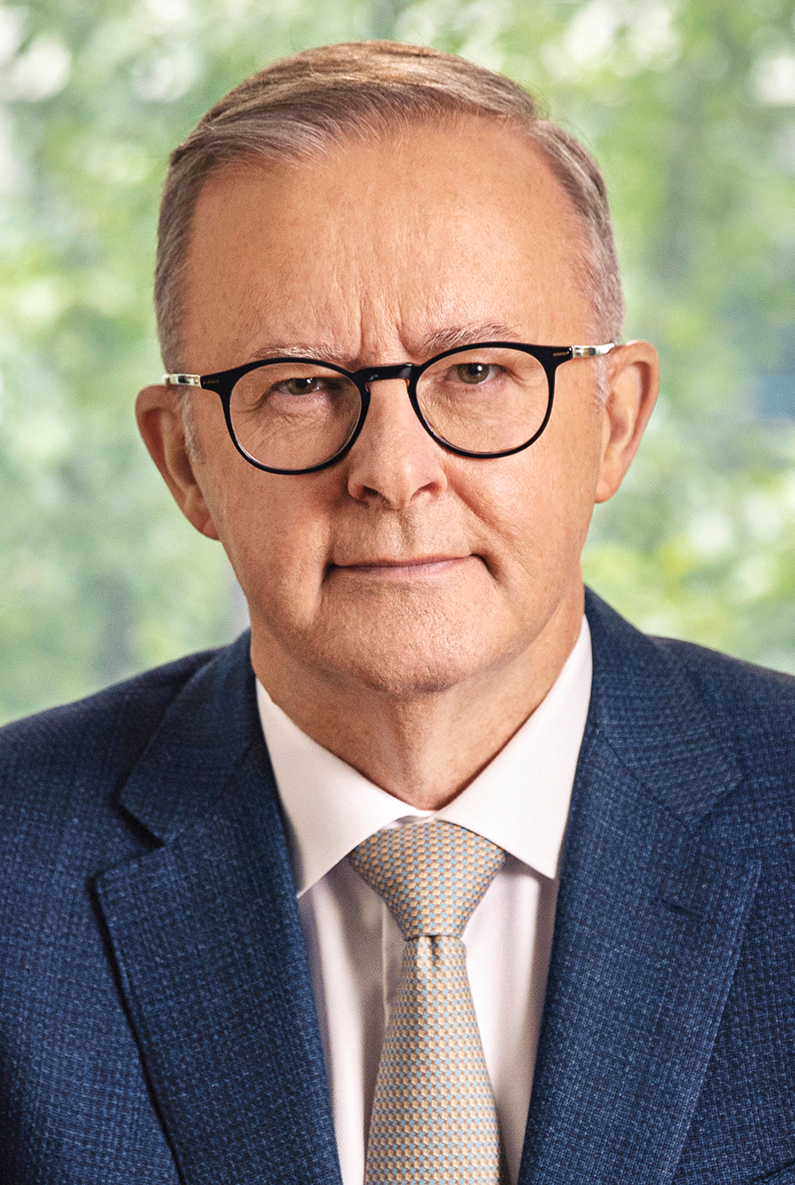
總理 安東尼·阿爾巴尼斯
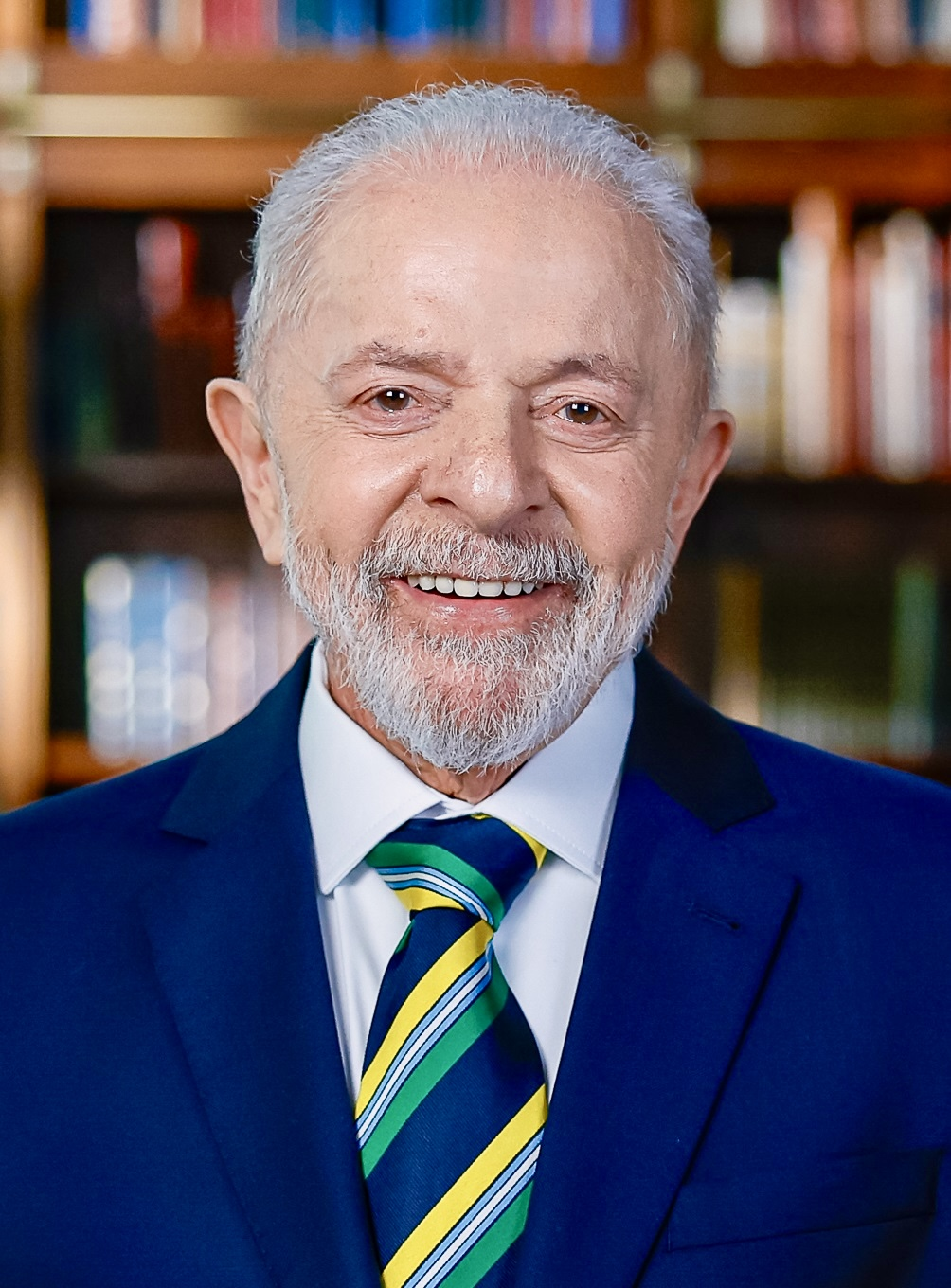
巴西 总统 路易斯·伊纳西奥·卢拉·达席尔瓦 （主办国）
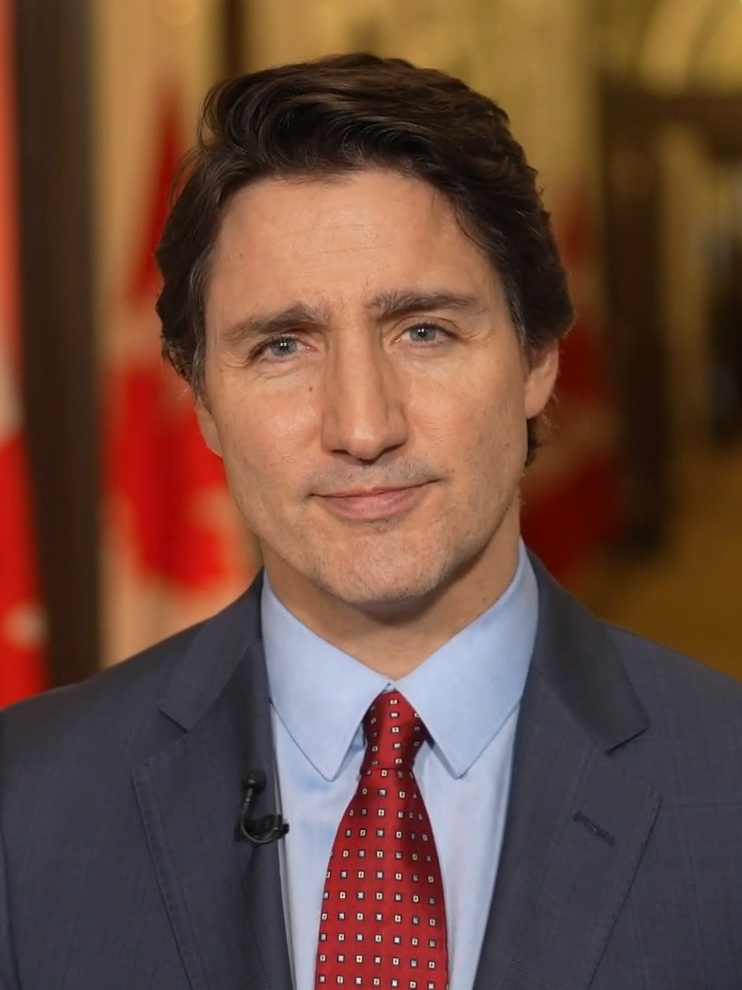
加拿大 總理 賈斯汀·杜魯多
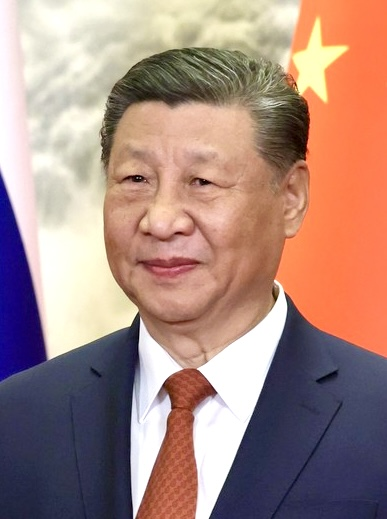
中国 国家主席 习近平[a]
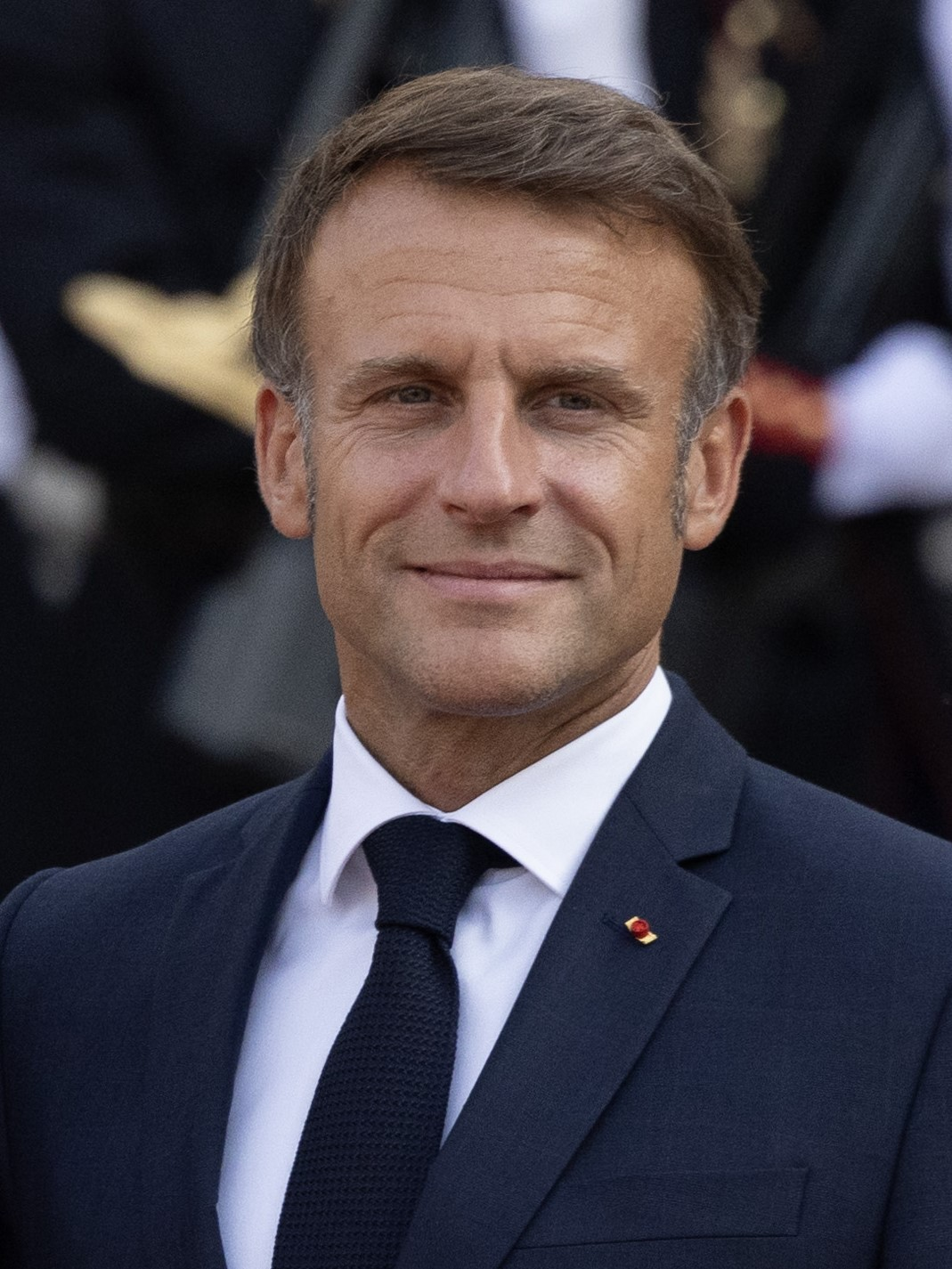
法國 总统 埃马纽埃尔·马克龙
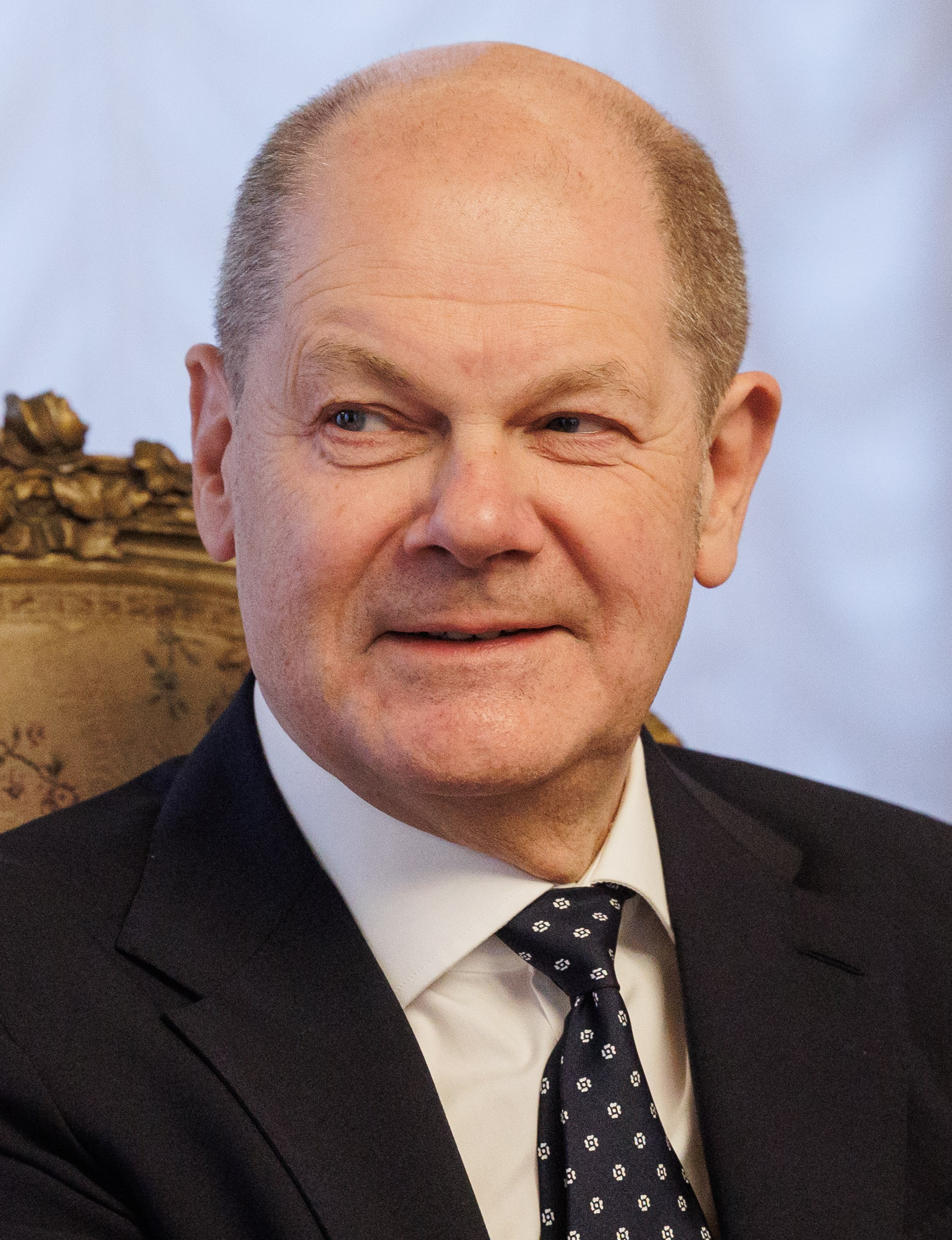
德国 总理 奥拉夫·朔尔茨
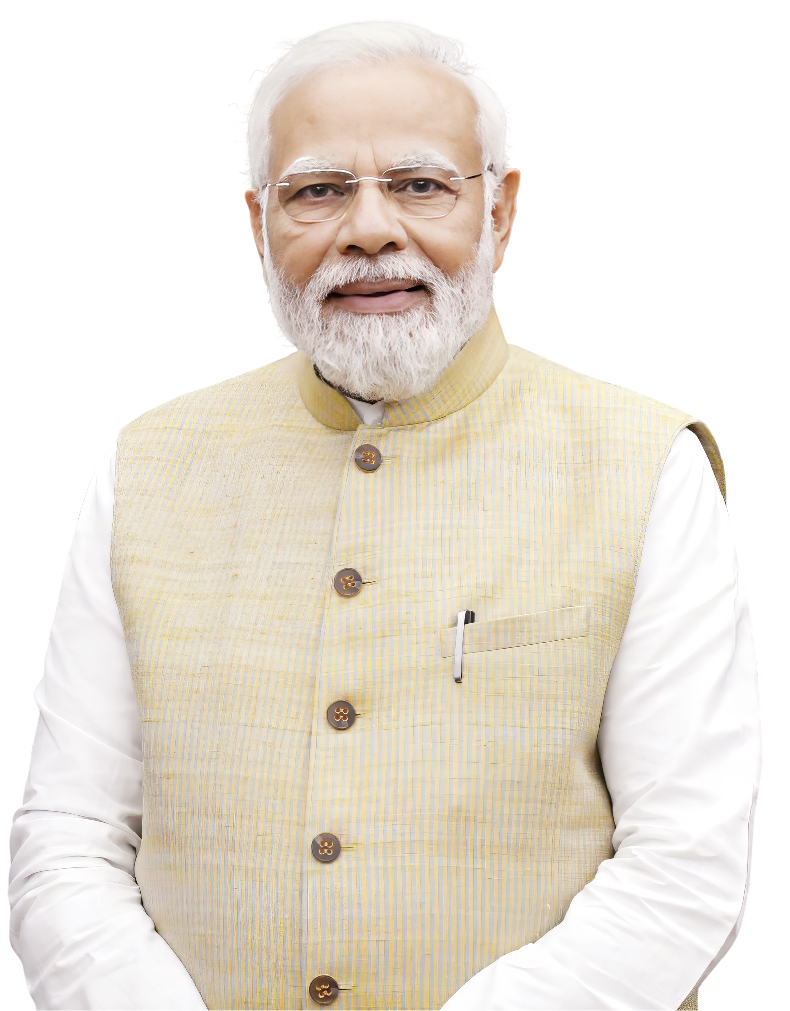
印度 总理 納倫德拉·莫迪
印度尼西亞 總統 普拉博沃·苏比延多
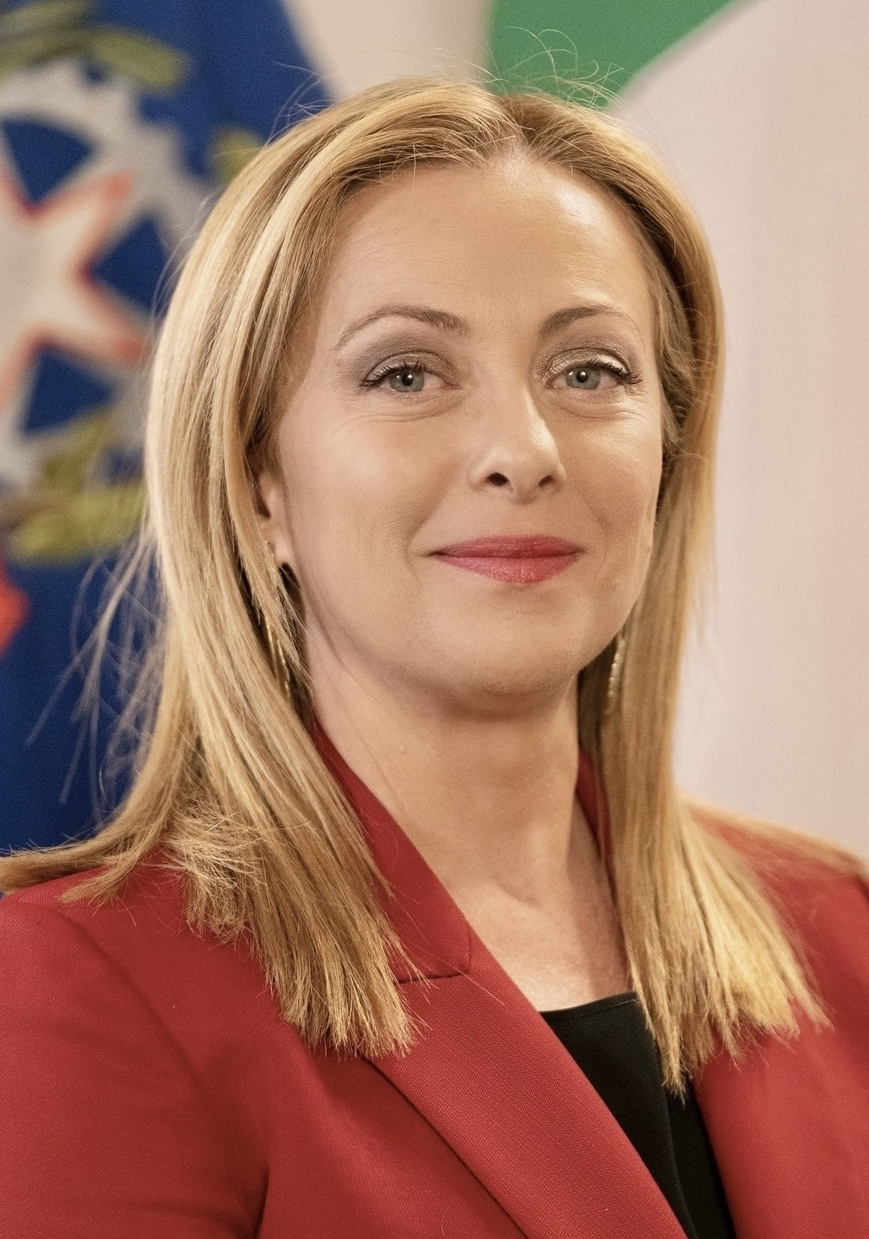
義大利 总理 喬治亞·梅洛尼
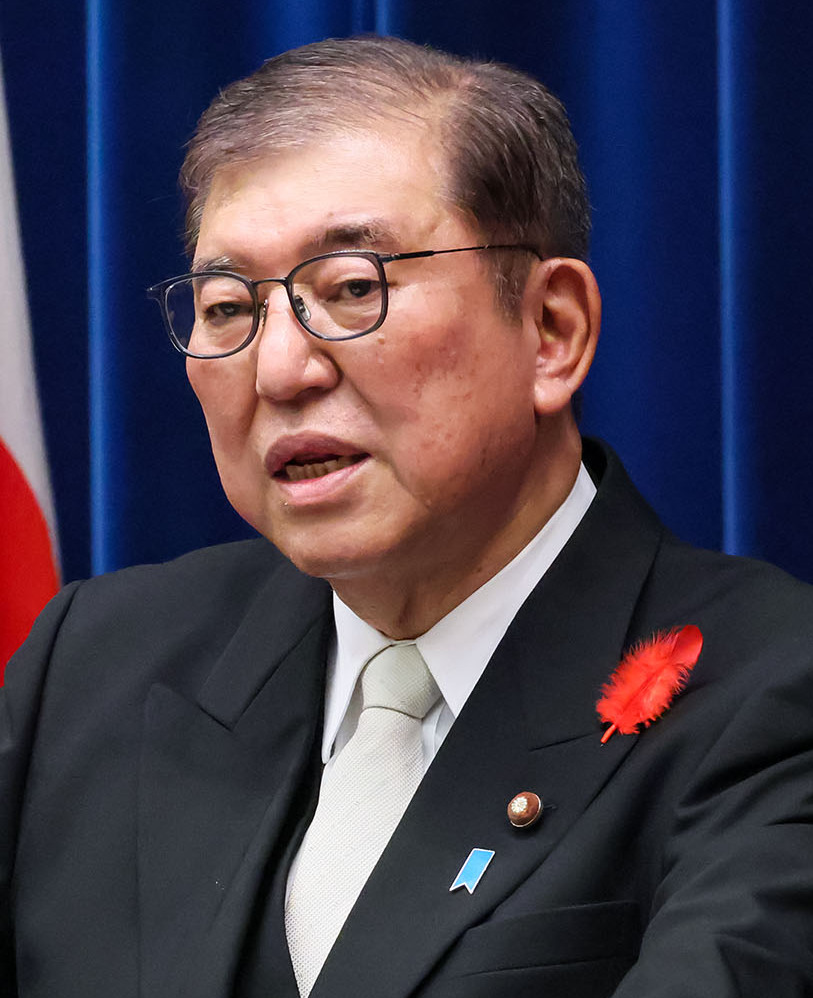
日本 內閣總理大臣 石破茂
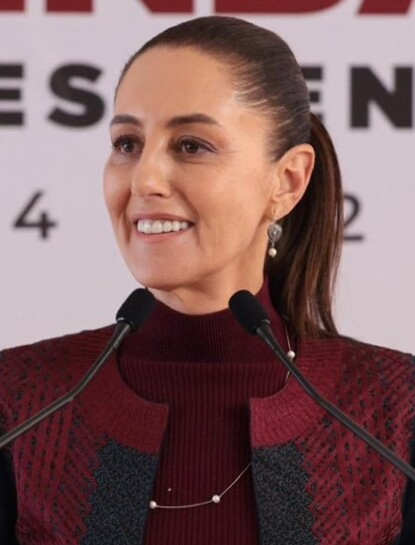
墨西哥 总统 克劳迪娅·辛鲍姆
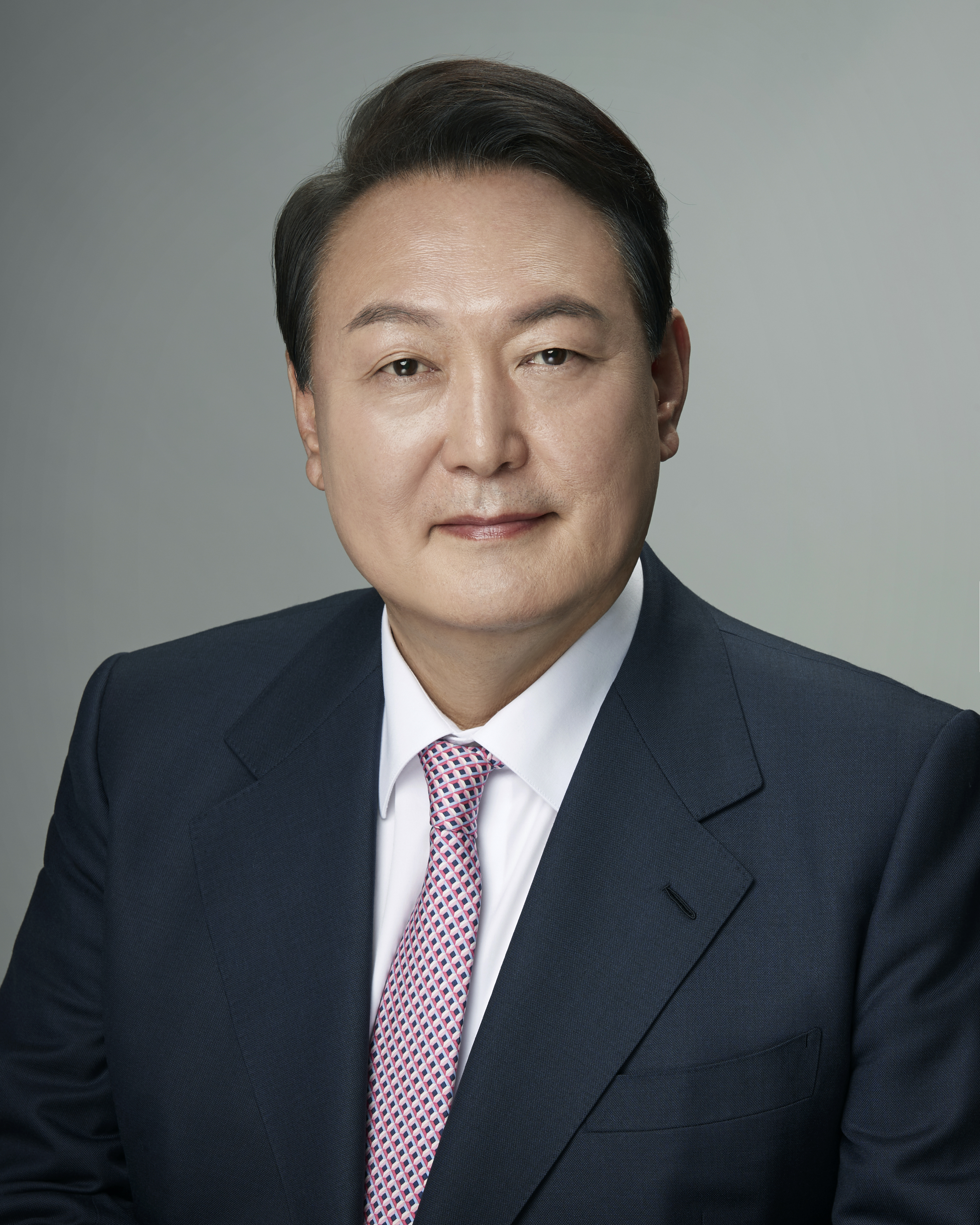
總統 尹锡悦
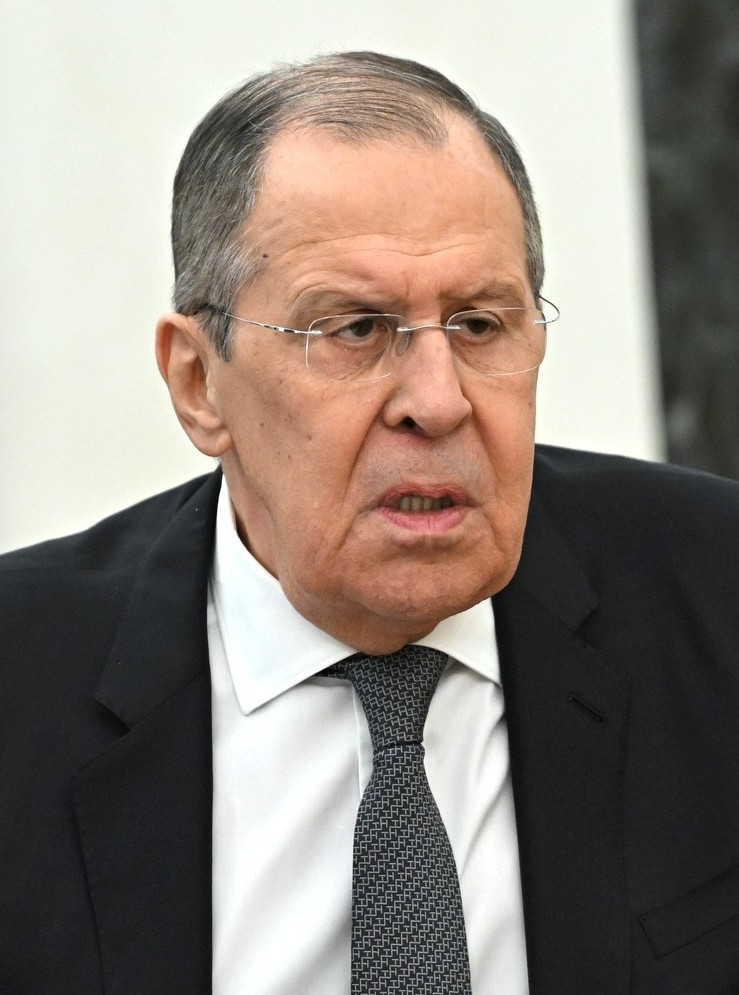
俄羅斯 外交部长 谢尔盖·拉夫罗夫
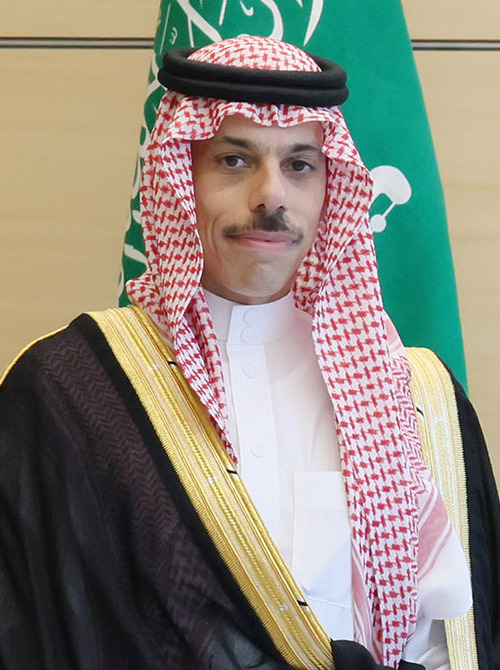
沙烏地阿拉伯 外交部长 费萨尔·本·法尔汉·阿勒沙特
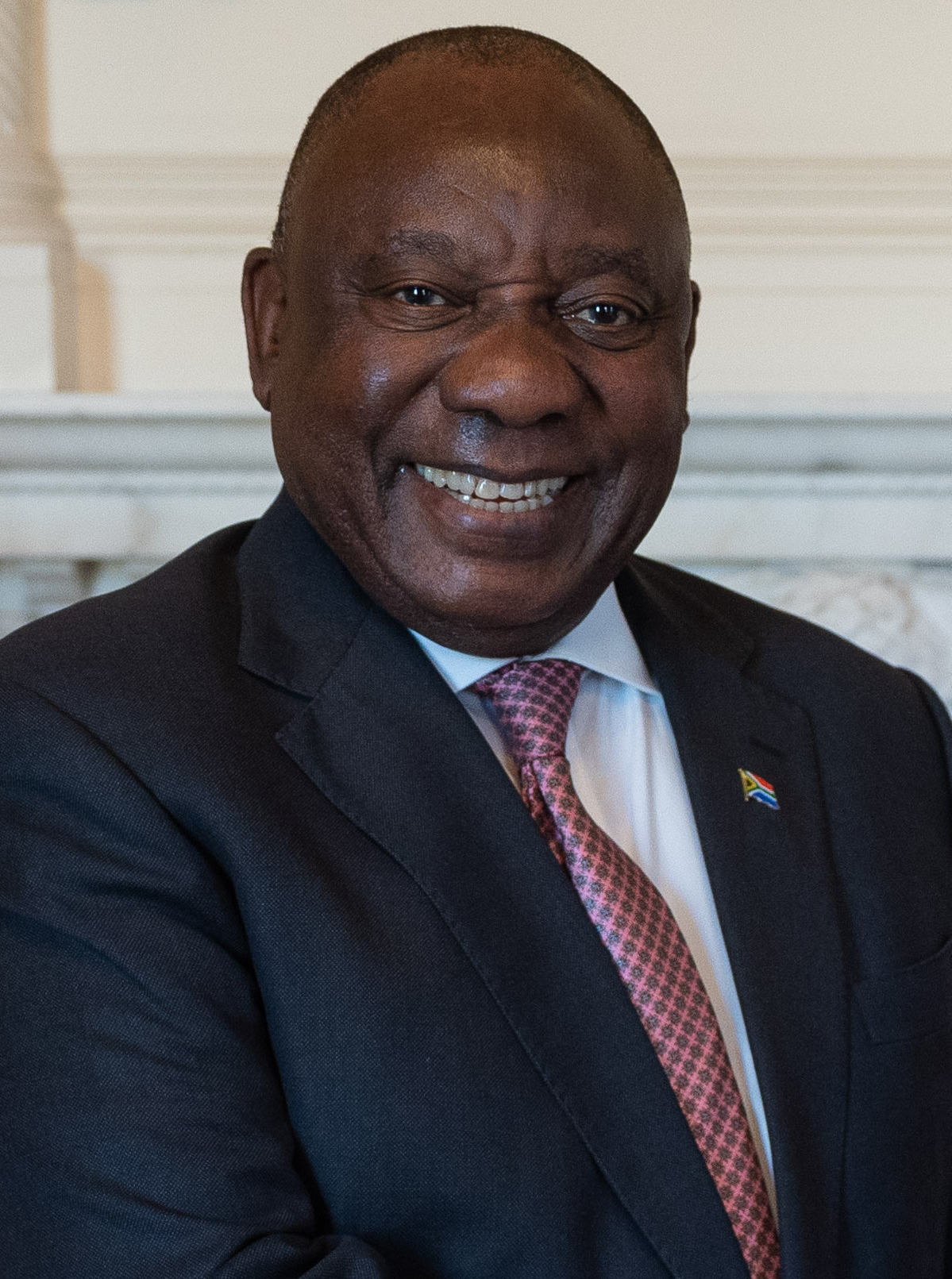
南非 总统 西里尔·拉马福萨
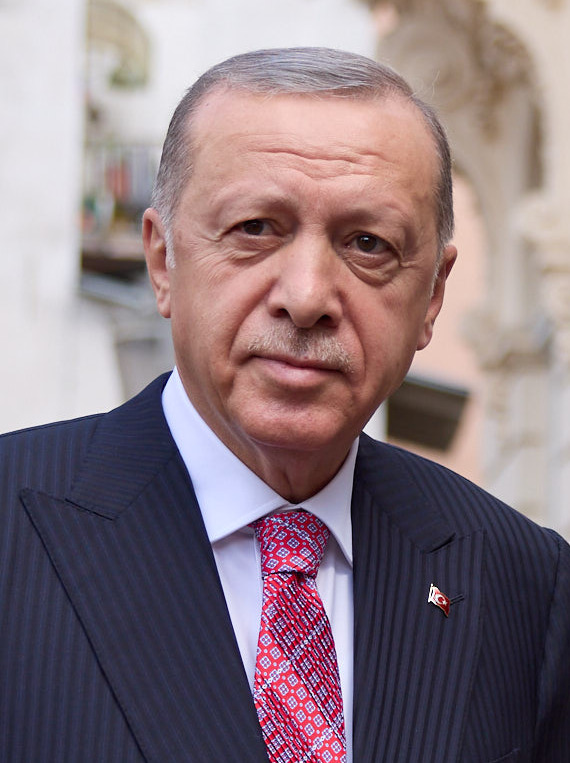
土耳其 总统 雷杰普·塔伊普·埃尔多安
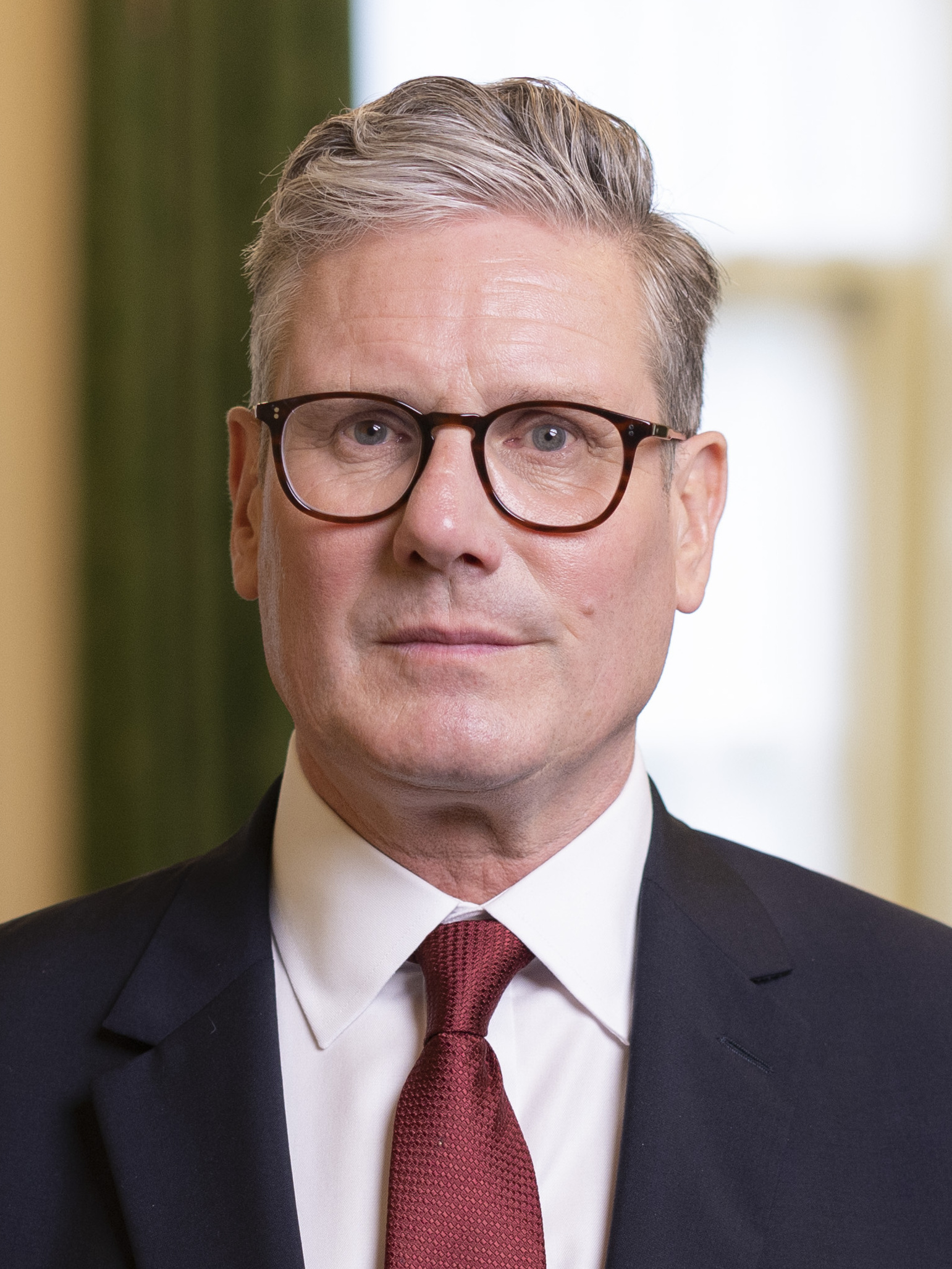
英国 首相 施紀賢
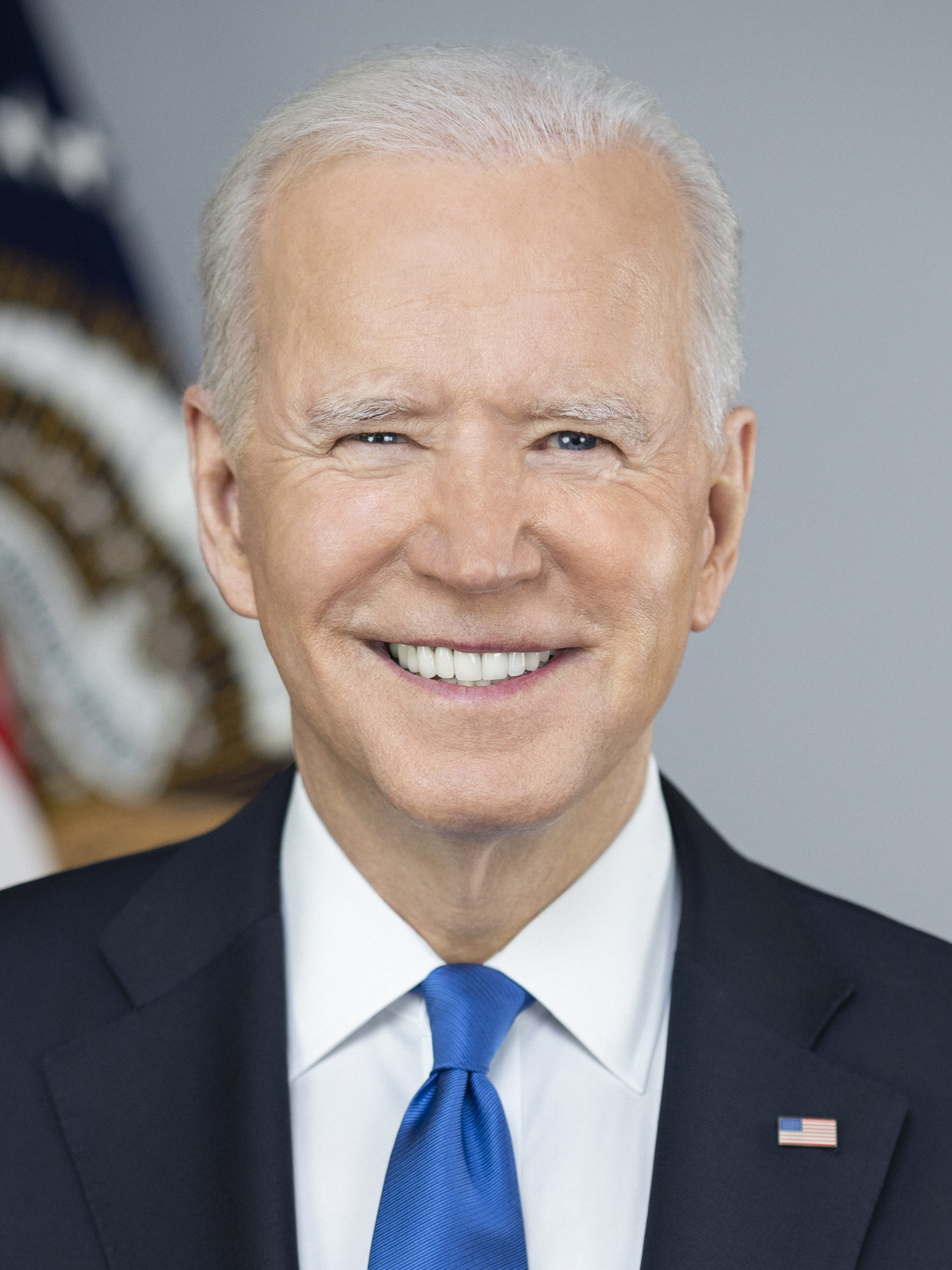
美国 总统 乔·拜登
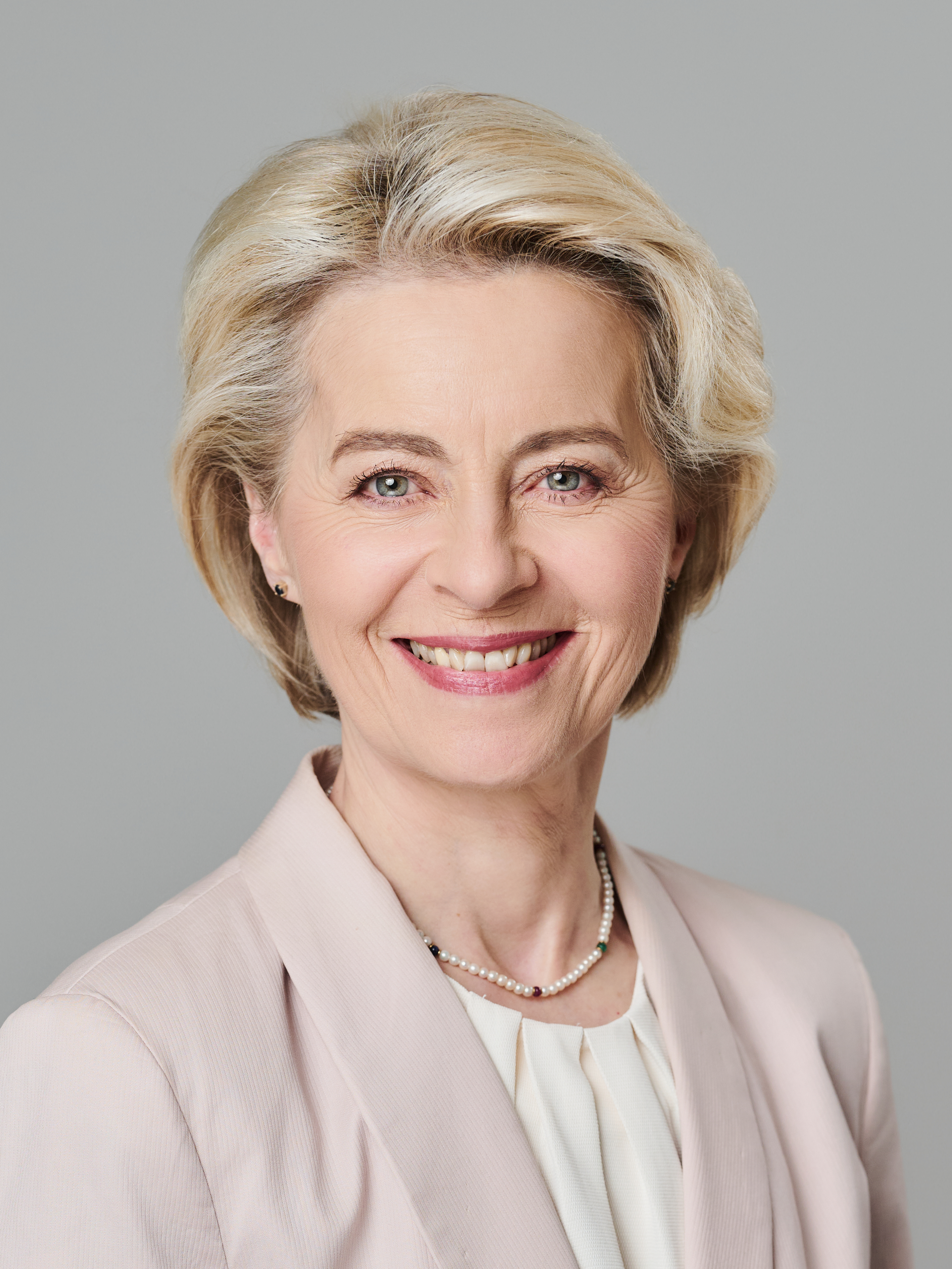
欧盟 欧盟委员会主席 烏爾蘇拉·馮德萊恩
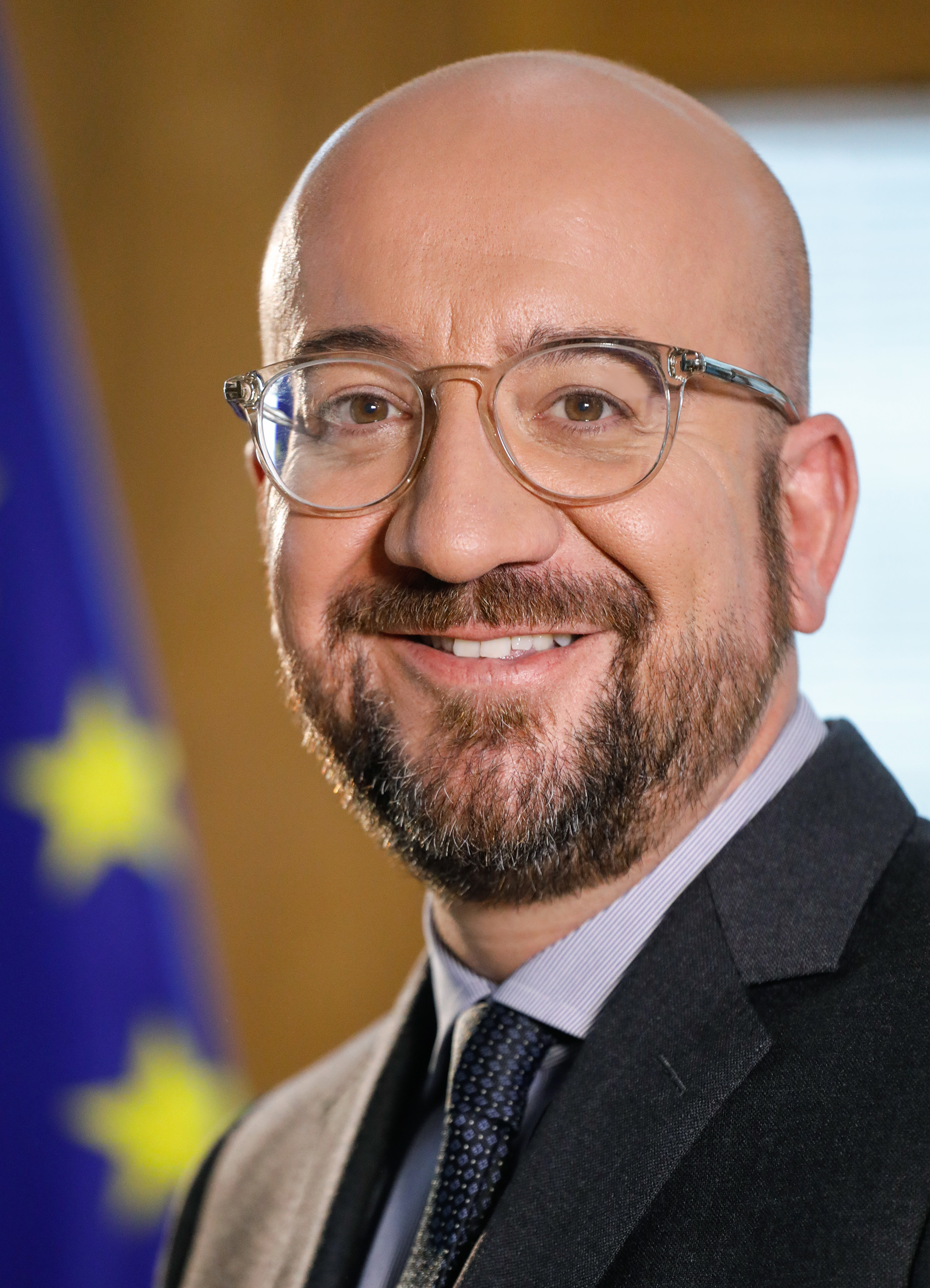
欧盟 欧洲理事会主席 夏尔·米歇尔
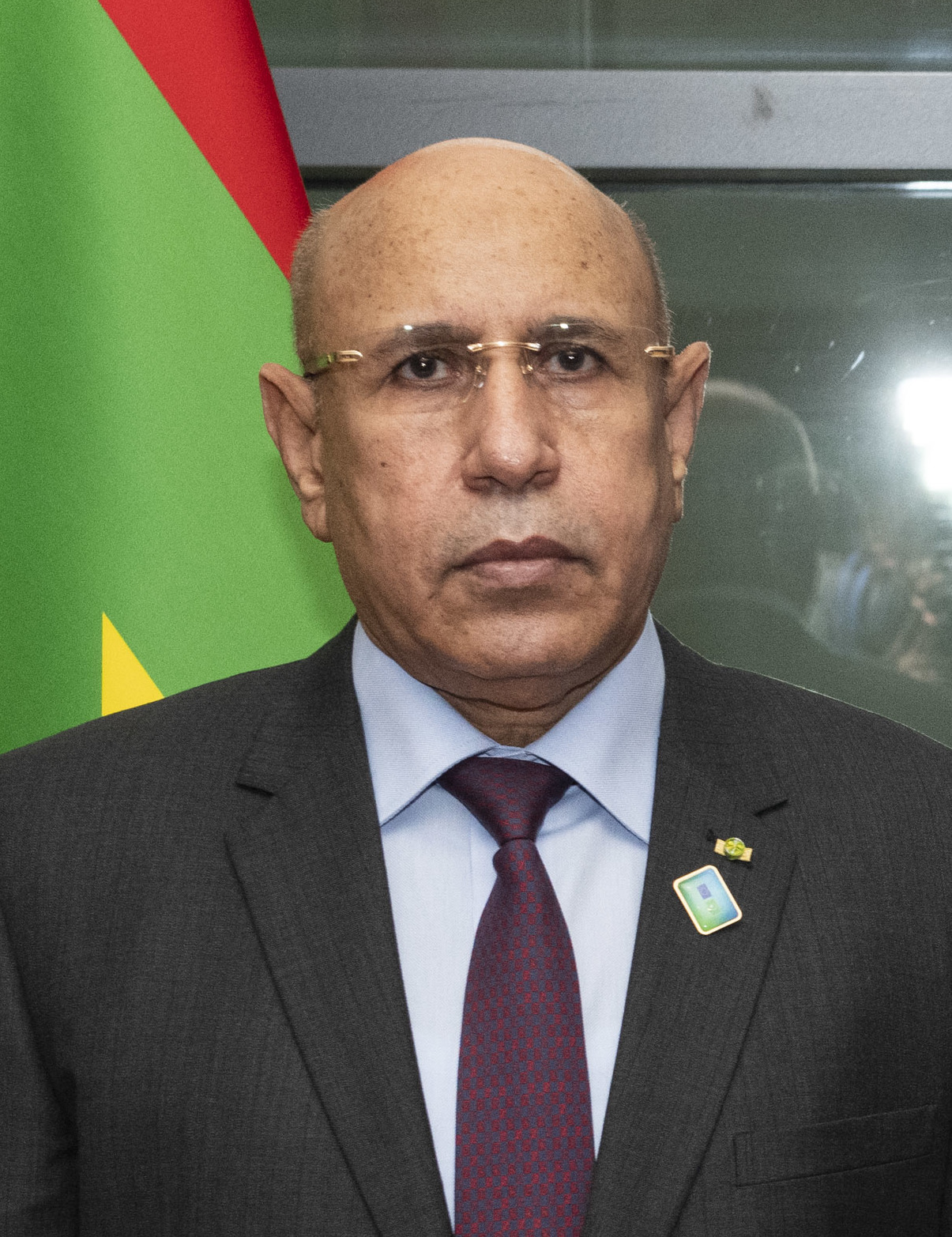
非洲联盟 2024非洲聯盟主席 毛里塔尼亚 总统 穆罕默德·乌尔德·加祖瓦尼

## 邀請嘉賓

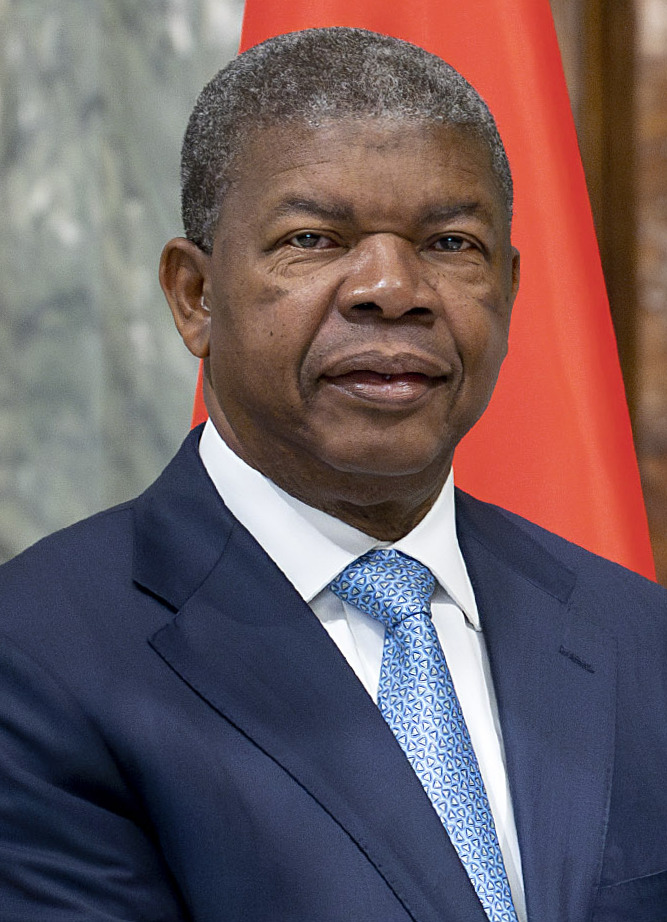
安哥拉 总统 若昂·洛倫索 受邀嘉賓
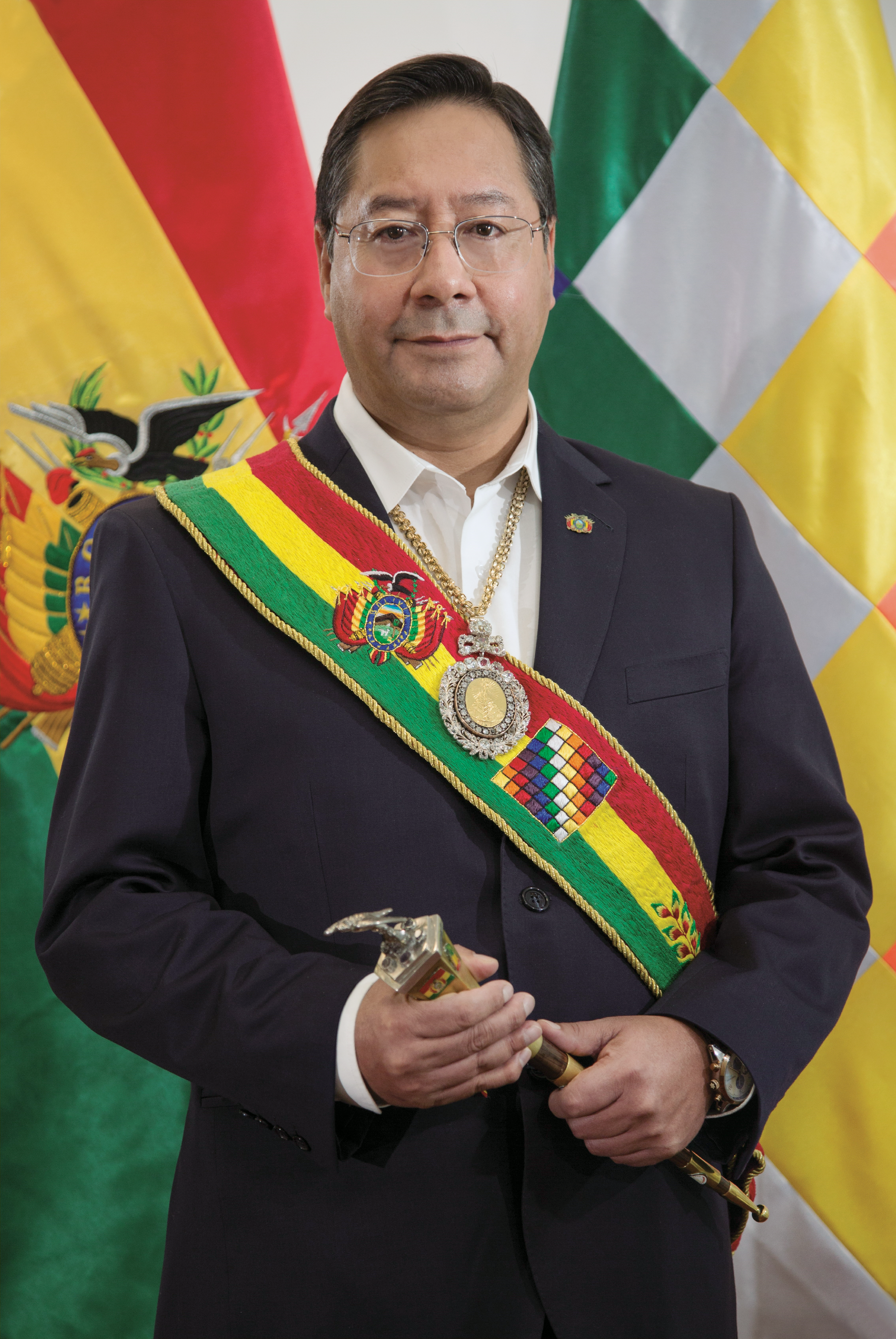
玻利维亚 总统 路易斯·阿尔塞 受邀嘉賓
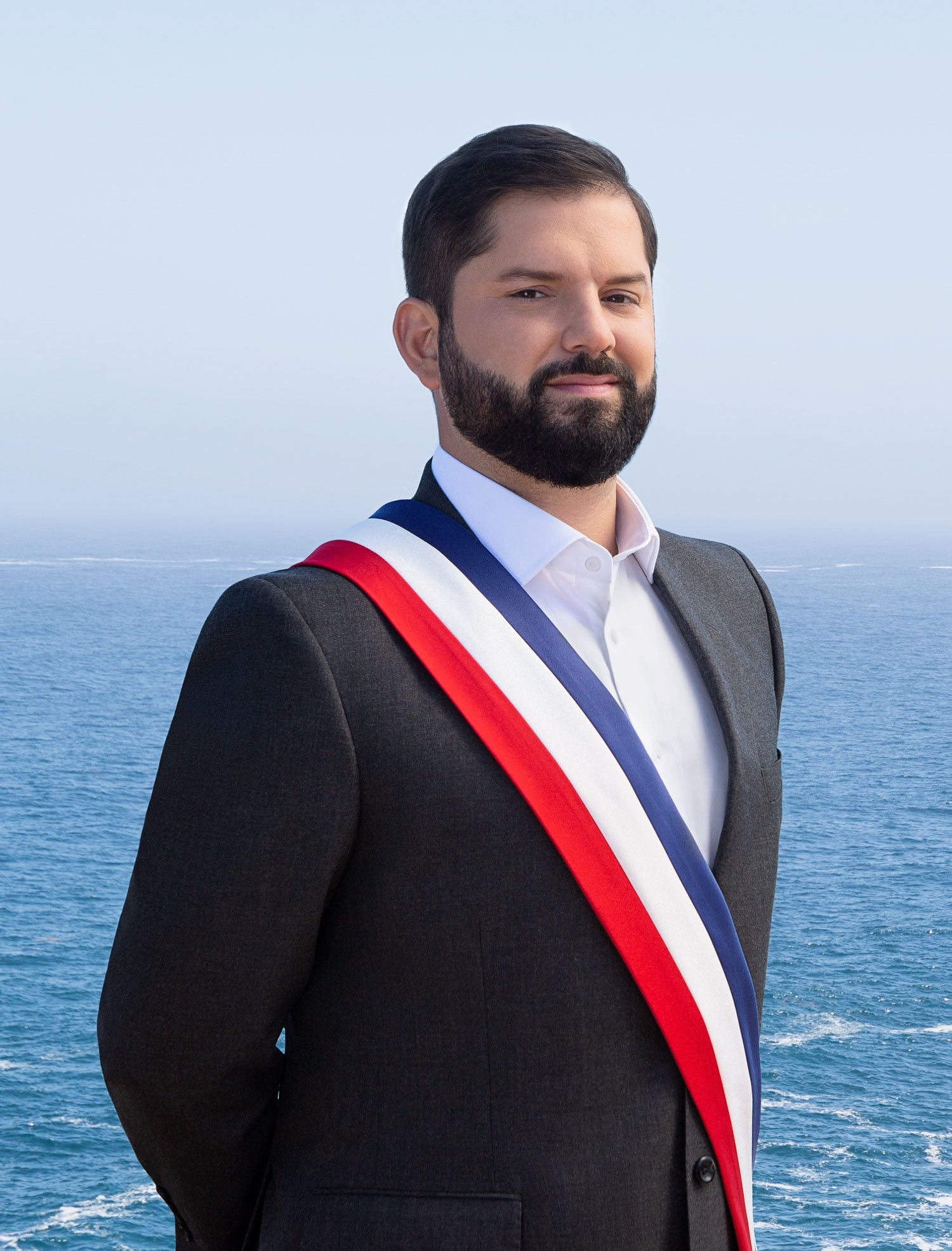
智利 总统 加夫列尔·博里奇 受邀嘉賓
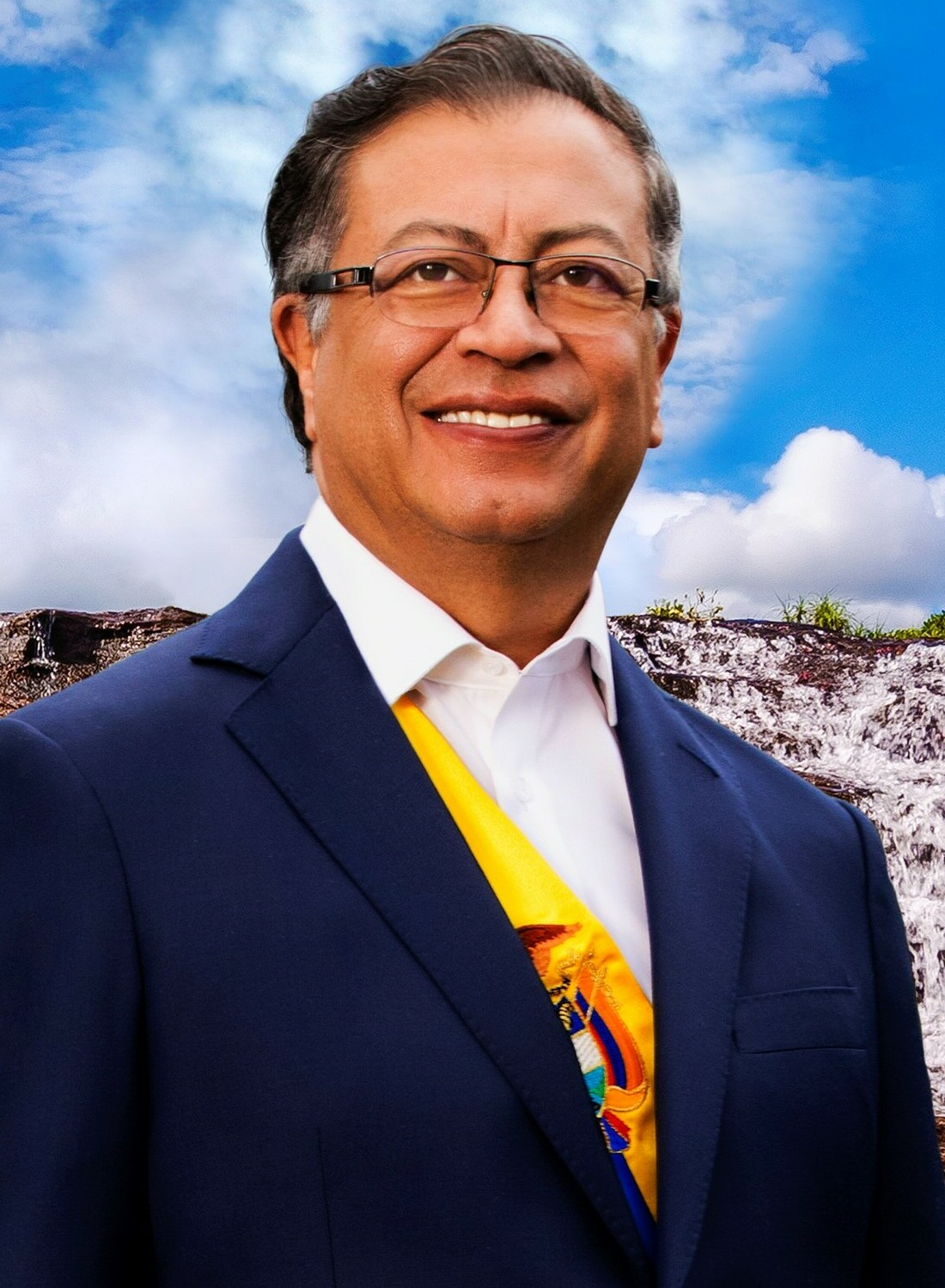
哥伦比亚 总统 古斯塔沃·佩特罗 受邀嘉賓
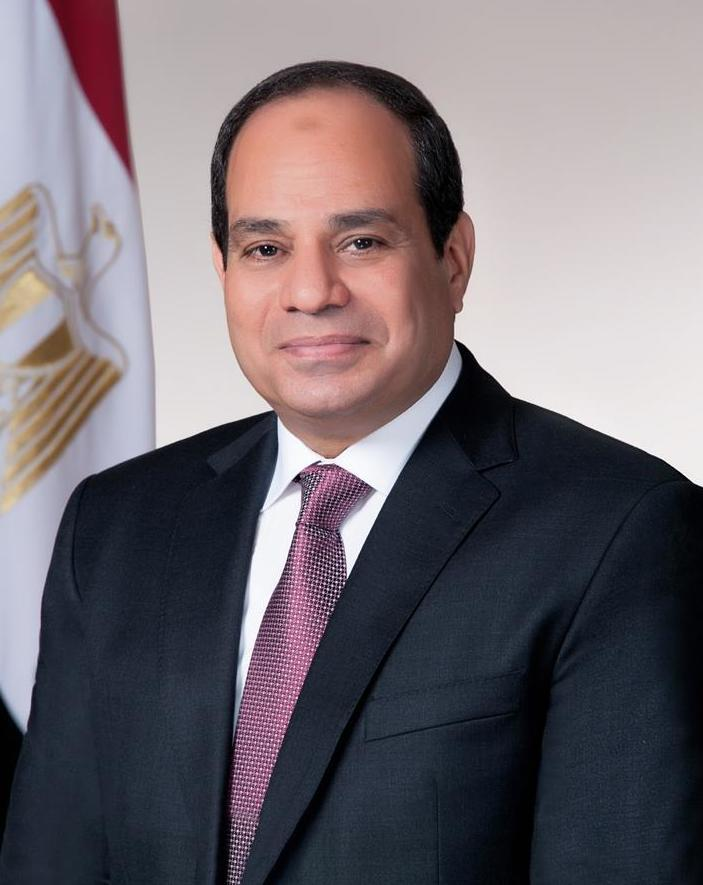
埃及 總統 阿卜杜勒-法塔赫·塞西 受邀嘉賓
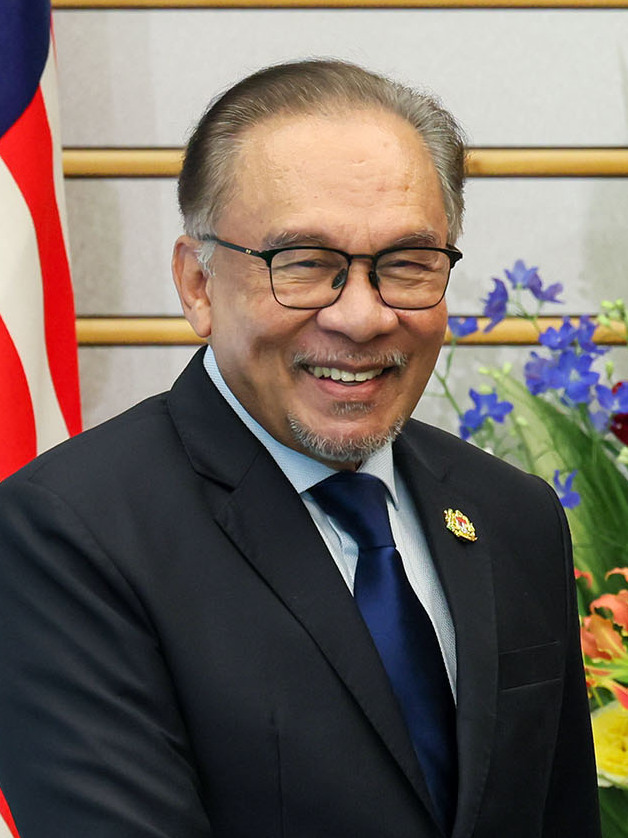
马来西亚 总理 安华·依布拉欣 受邀嘉賓
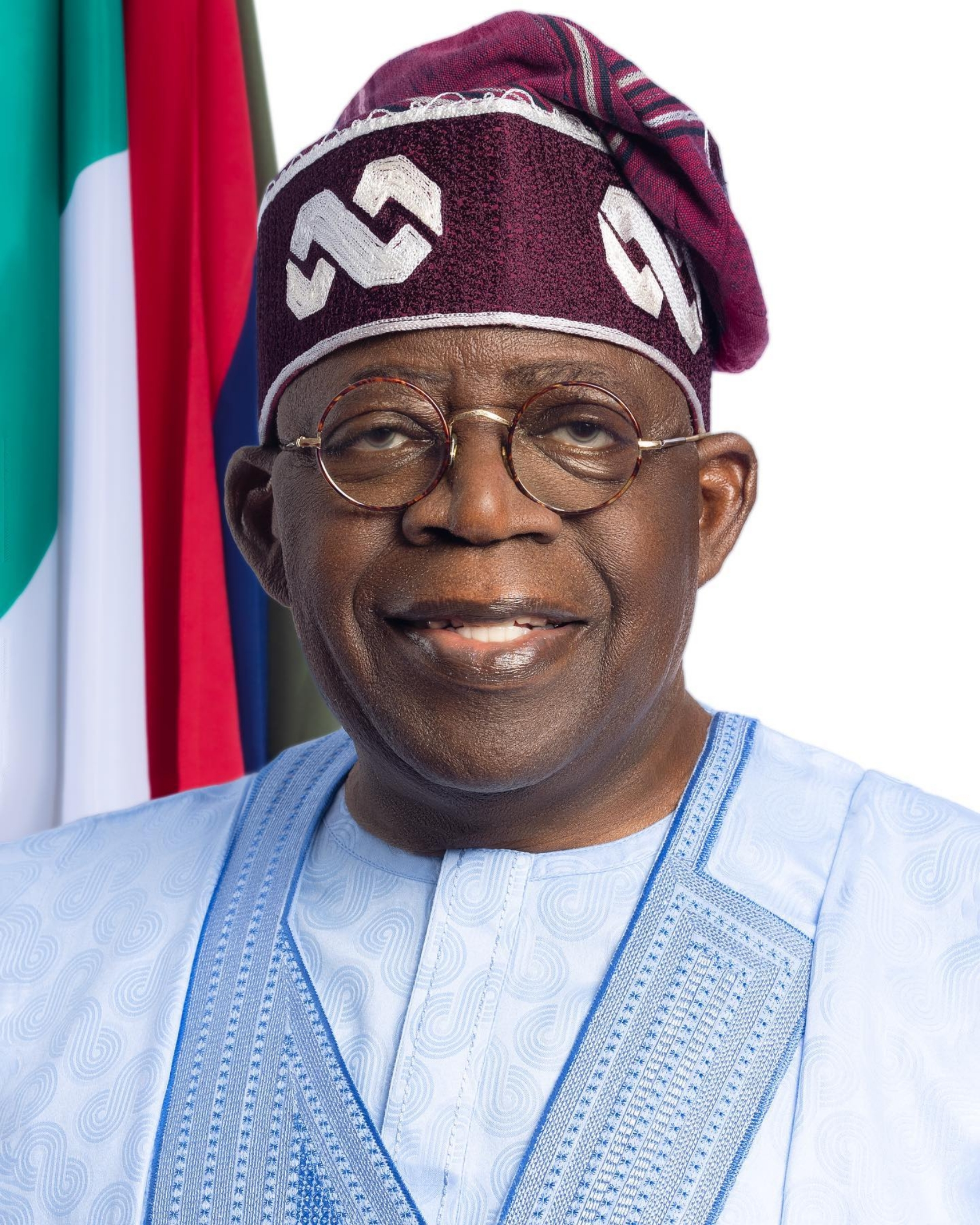
奈及利亞 总统 博拉·蒂努布 受邀嘉賓
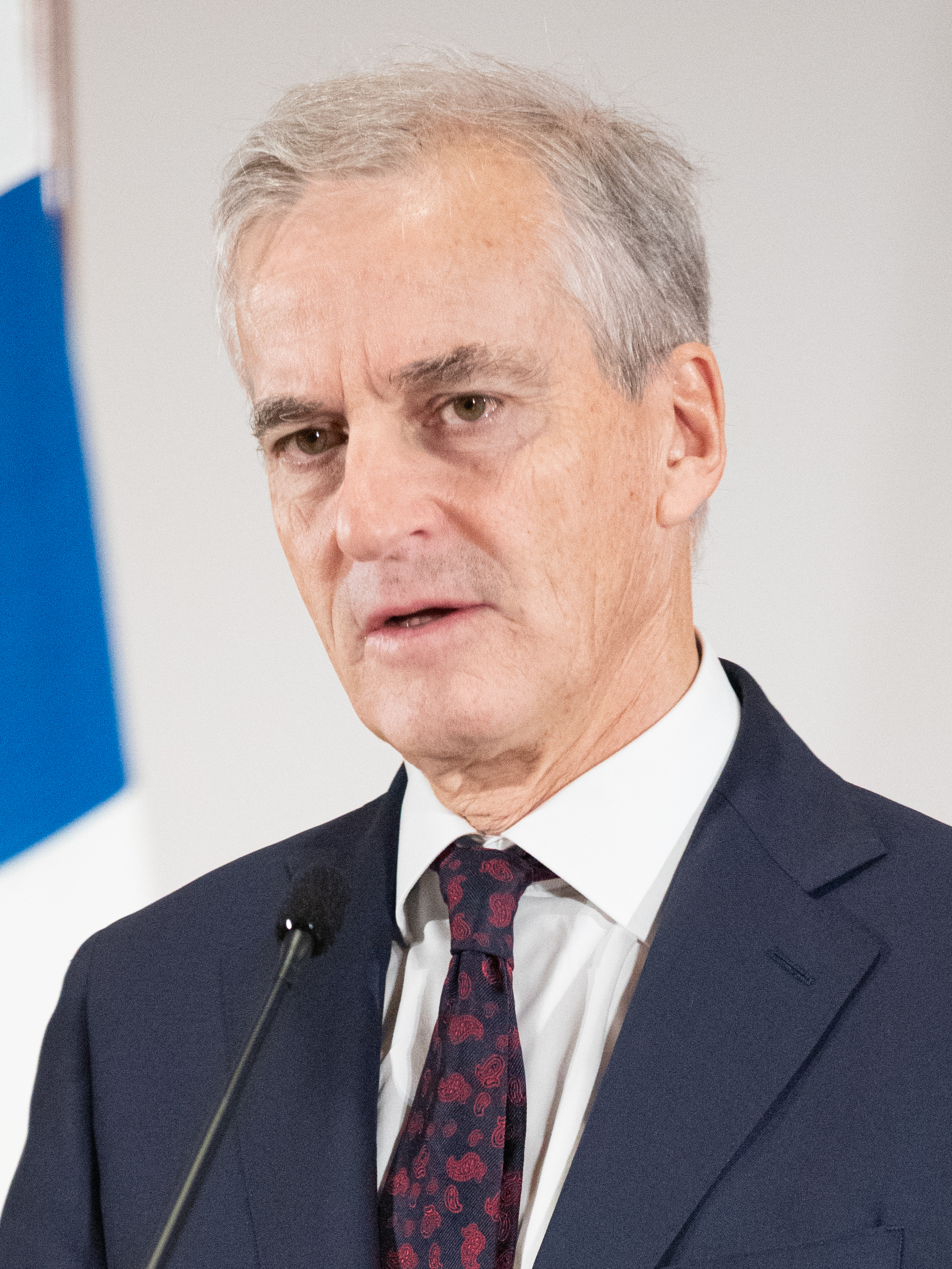
挪威 首相 約納斯·加爾·斯特勒 受邀嘉賓
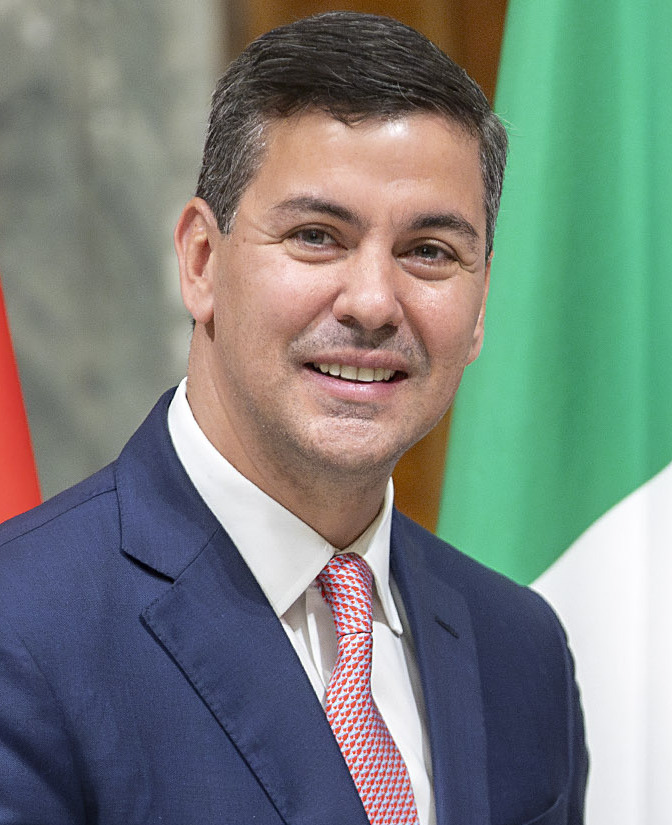
巴拉圭 总统 圣地亚哥·培尼亚 受邀嘉賓
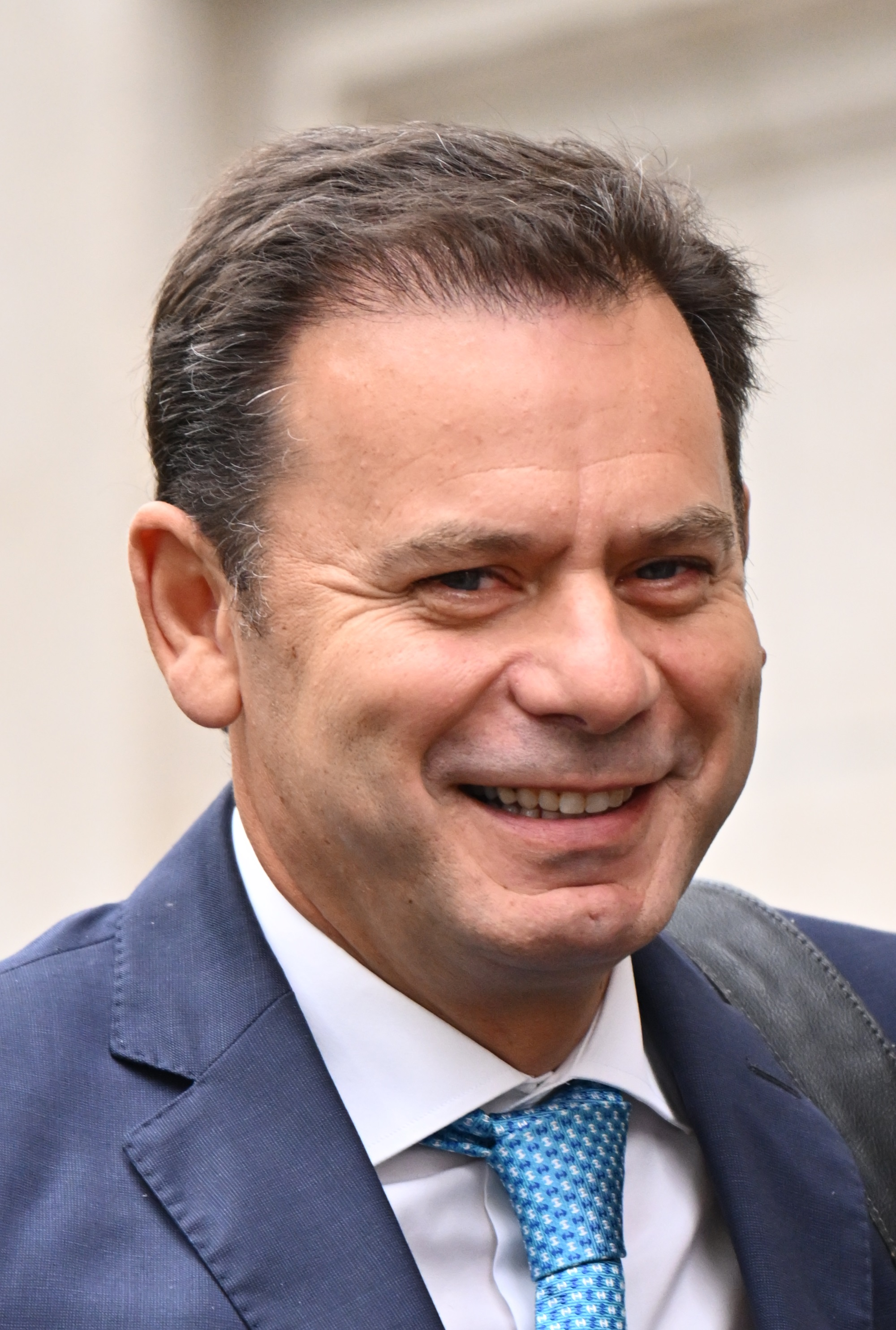
葡萄牙 總理 路易斯·蒙特内格罗 受邀嘉賓
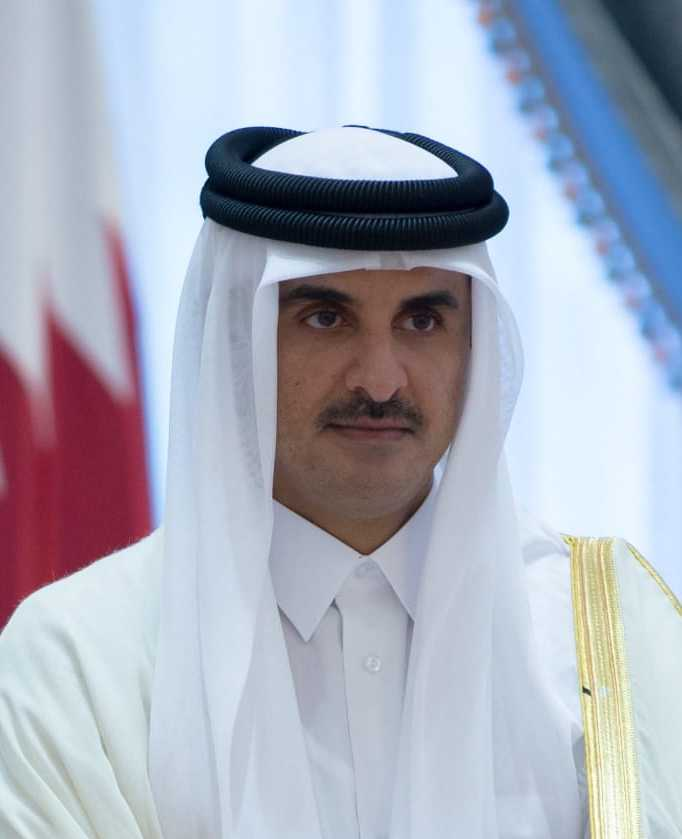
埃米尔 谢赫·塔米姆·本·哈邁德·阿勒薩尼 受邀嘉賓
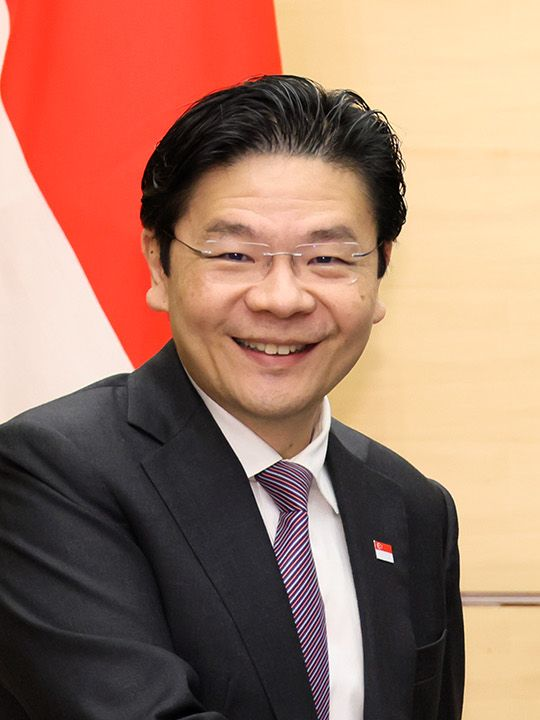
新加坡 總理 黃循財 受邀嘉賓
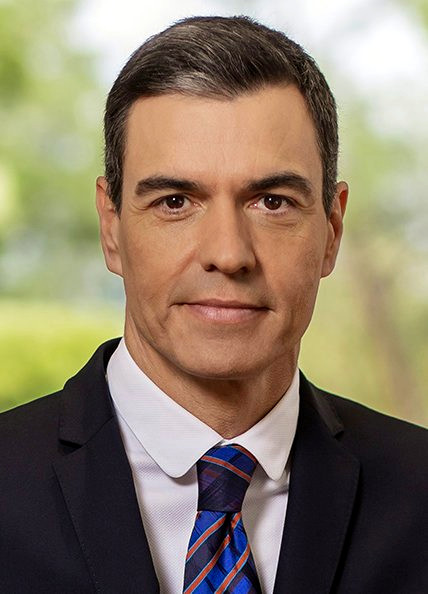
西班牙 首相 佩德羅·桑切斯 永久受邀嘉賓
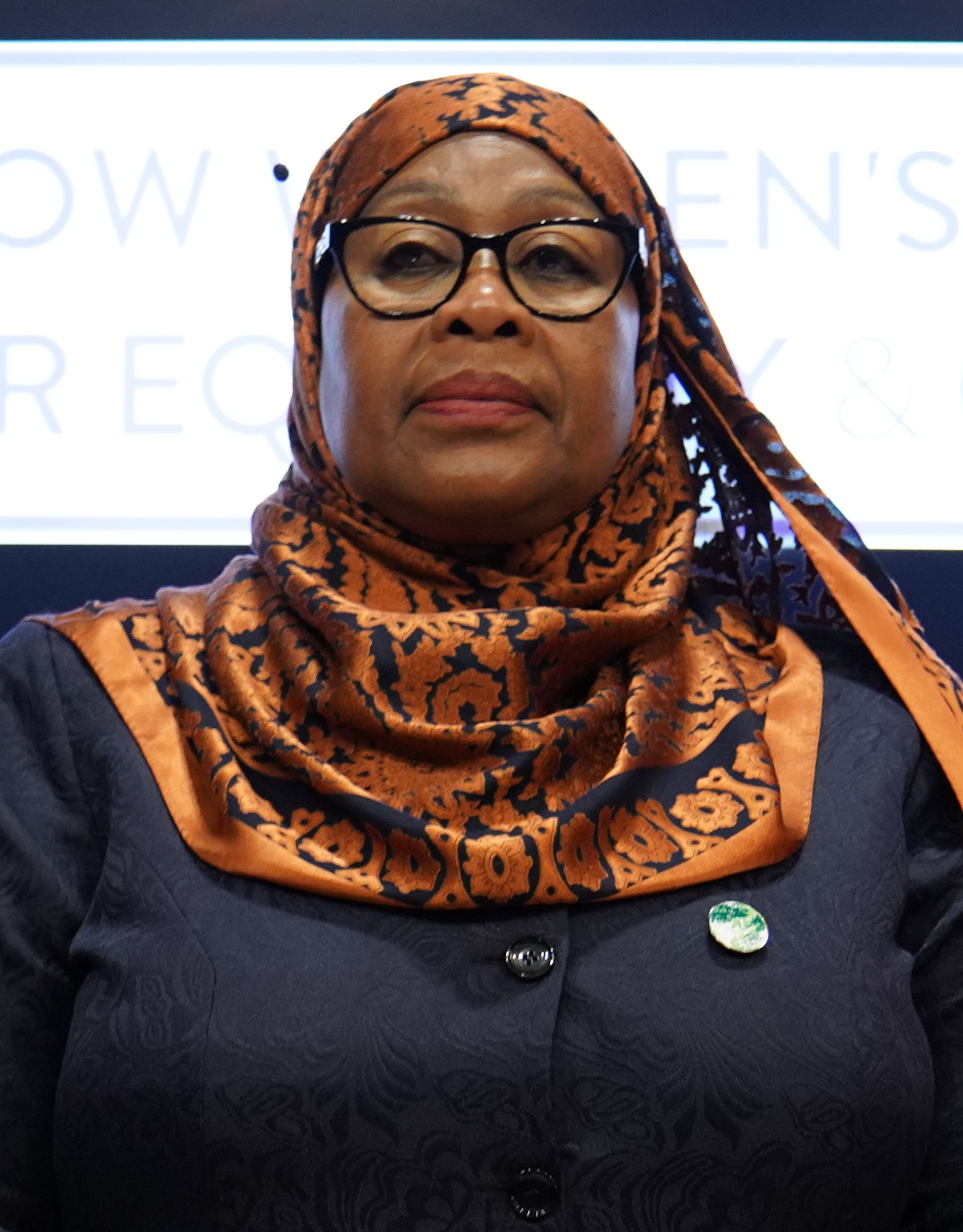
坦桑尼亚 总统 萨米娅·苏卢胡·哈桑 受邀嘉賓
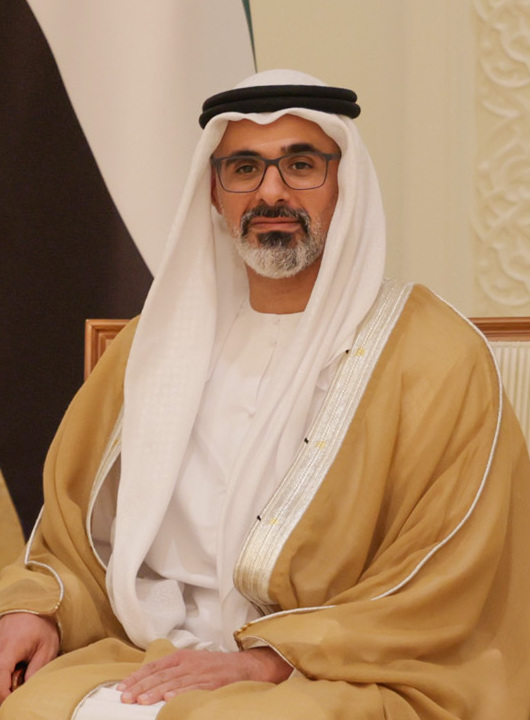
阿联酋
阿布扎比王储（阿拉伯语：آل نهيان） 哈立德·本·穆罕默德·阿勒纳哈扬（阿拉伯语：خالد بن محمد بن زايد آل نهيان）
受邀嘉賓[2]
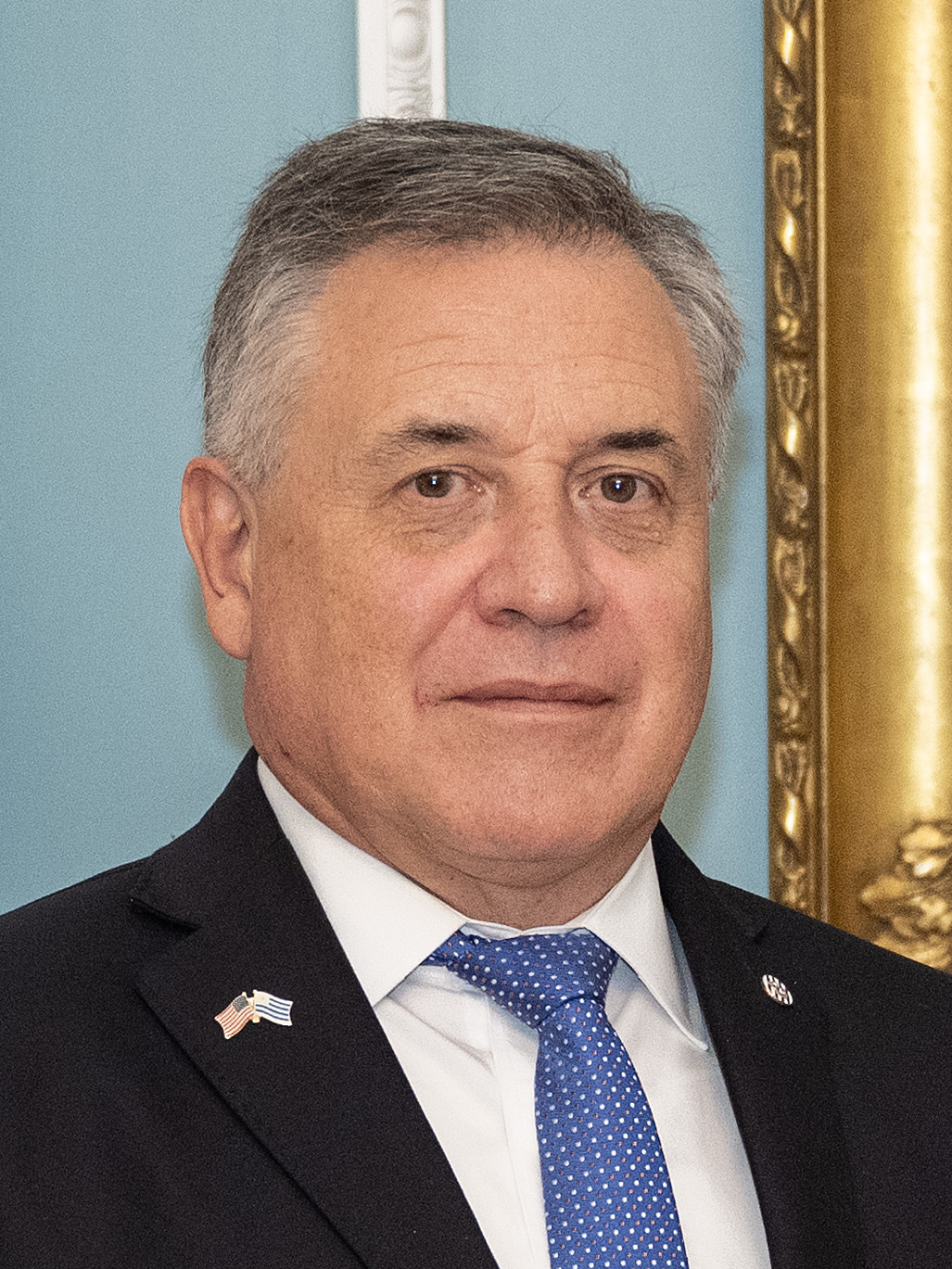
乌拉圭
外交部长（英语：Ministry of Foreign Relations (Uruguay)） 奥马尔·帕加尼尼（西班牙语：Omar Paganini）
受邀嘉賓[35]
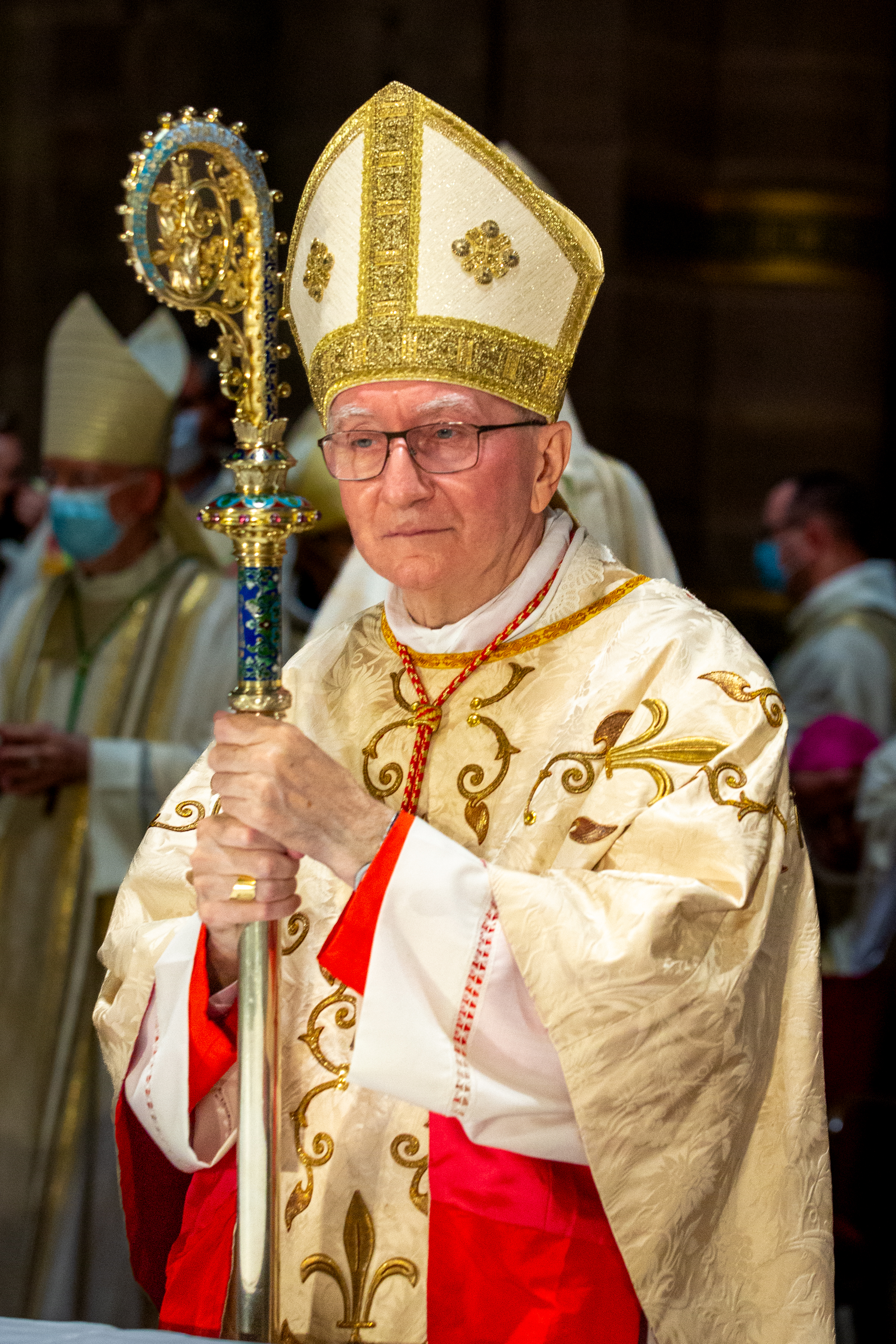
梵蒂冈 聖座國務卿 伯多祿·帕羅林 受邀嘉賓
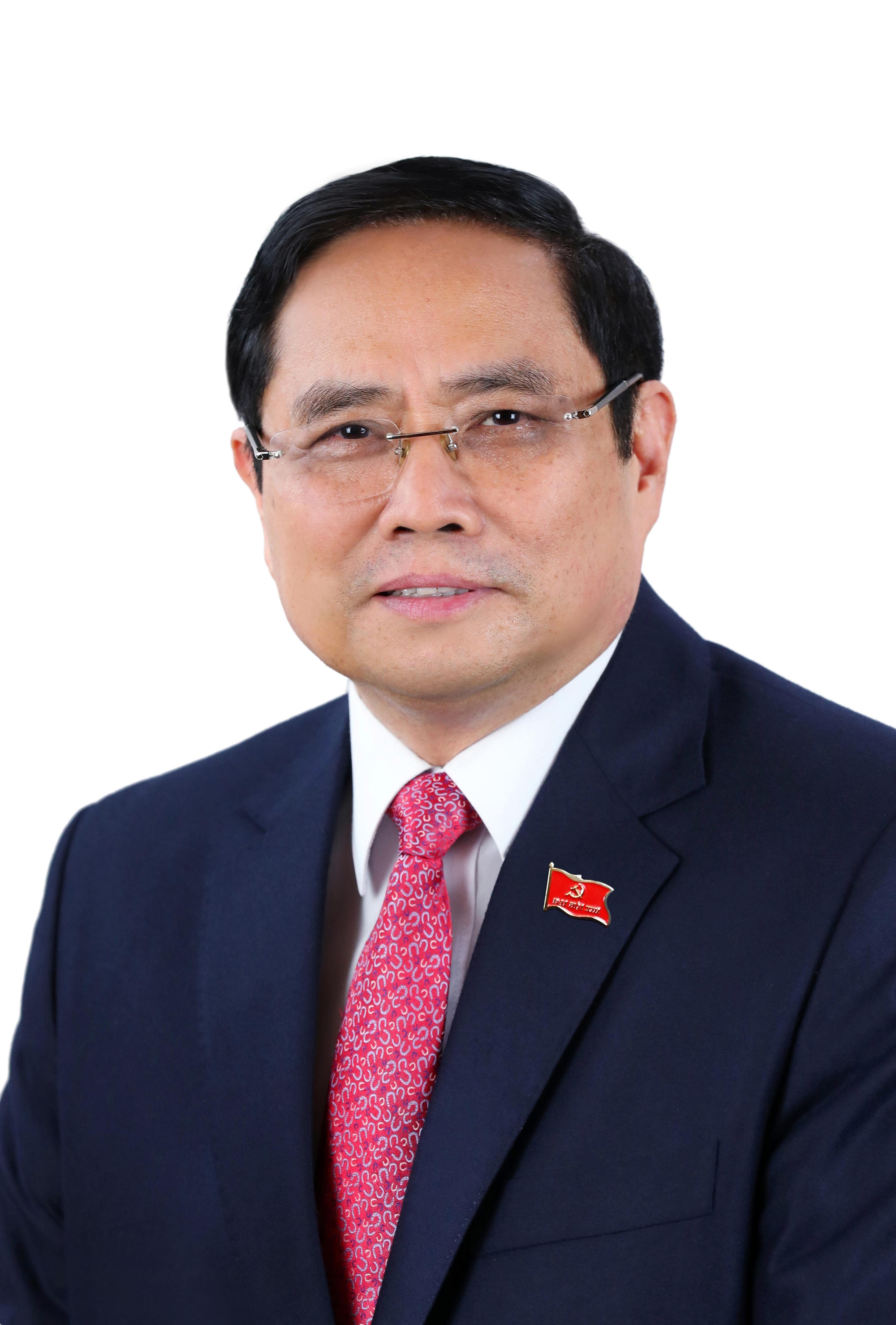
越南 总理 范明正 受邀嘉賓

## 與會國際主辦單位

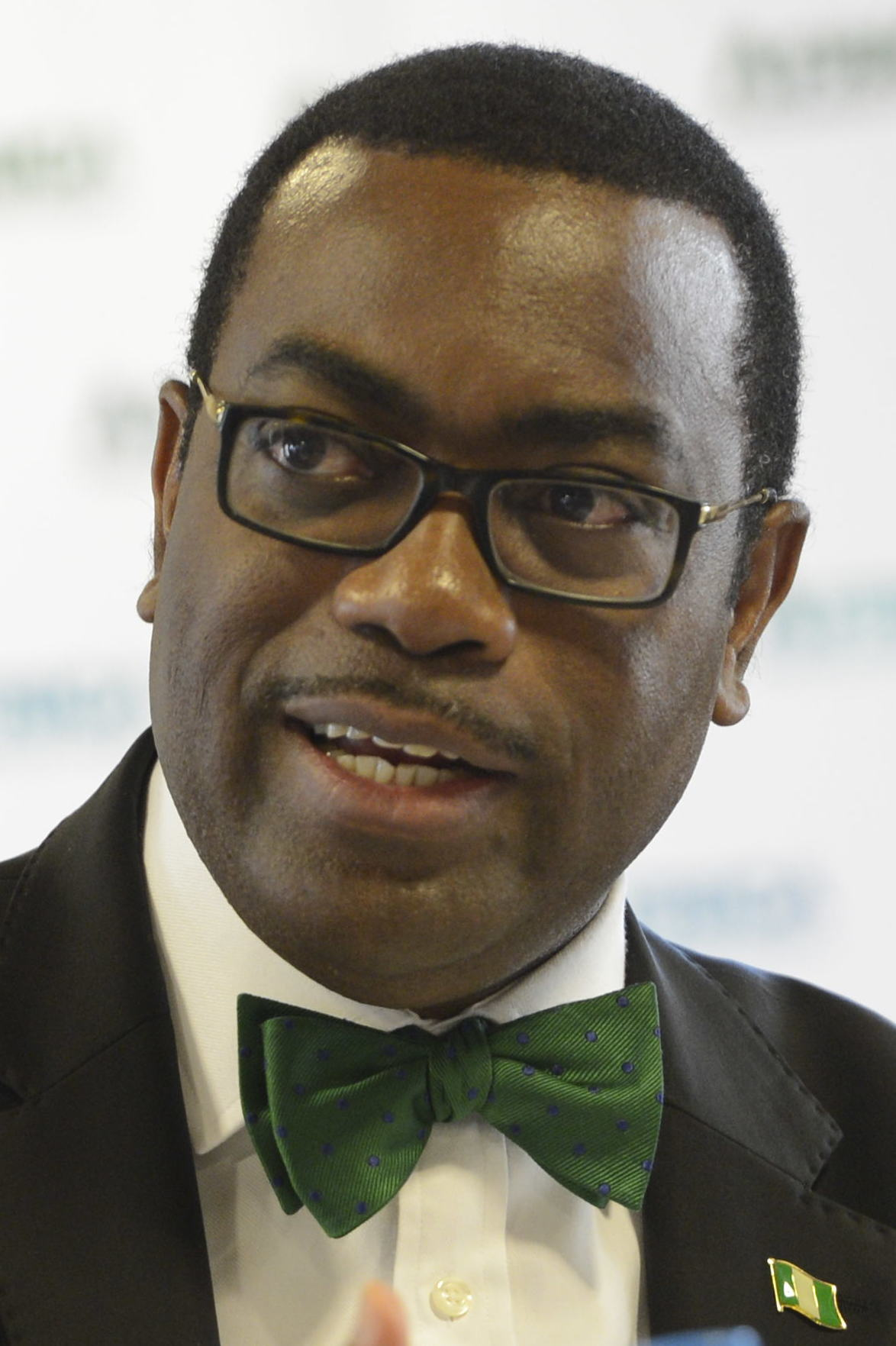
非洲开发银行
主席 阿金武米·阿德希纳（英语：Akinwumi Adesina）
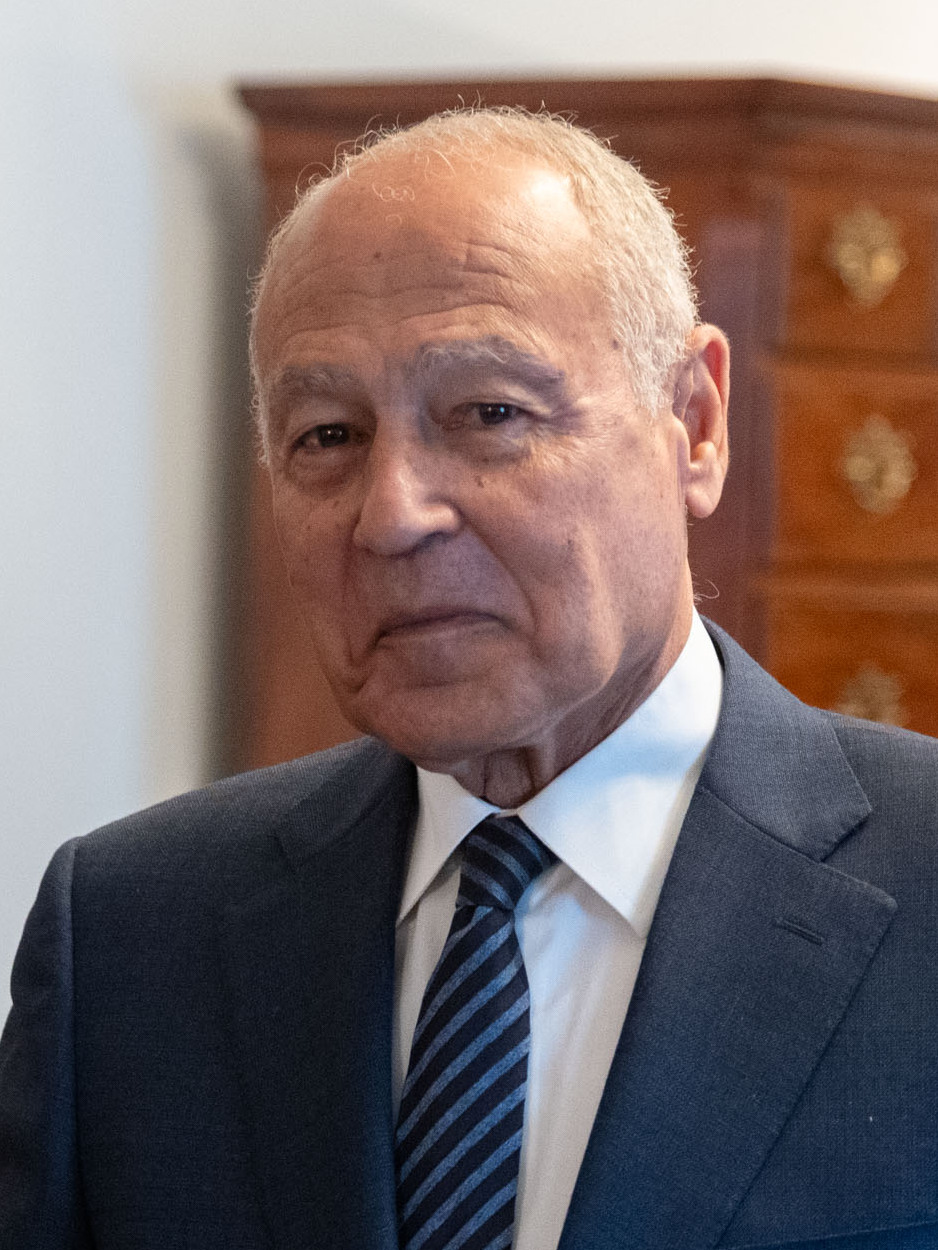
阿拉伯国家联盟 秘书长 艾哈迈德·阿布·盖特（阿拉伯语：أحمد أبو الغيط）
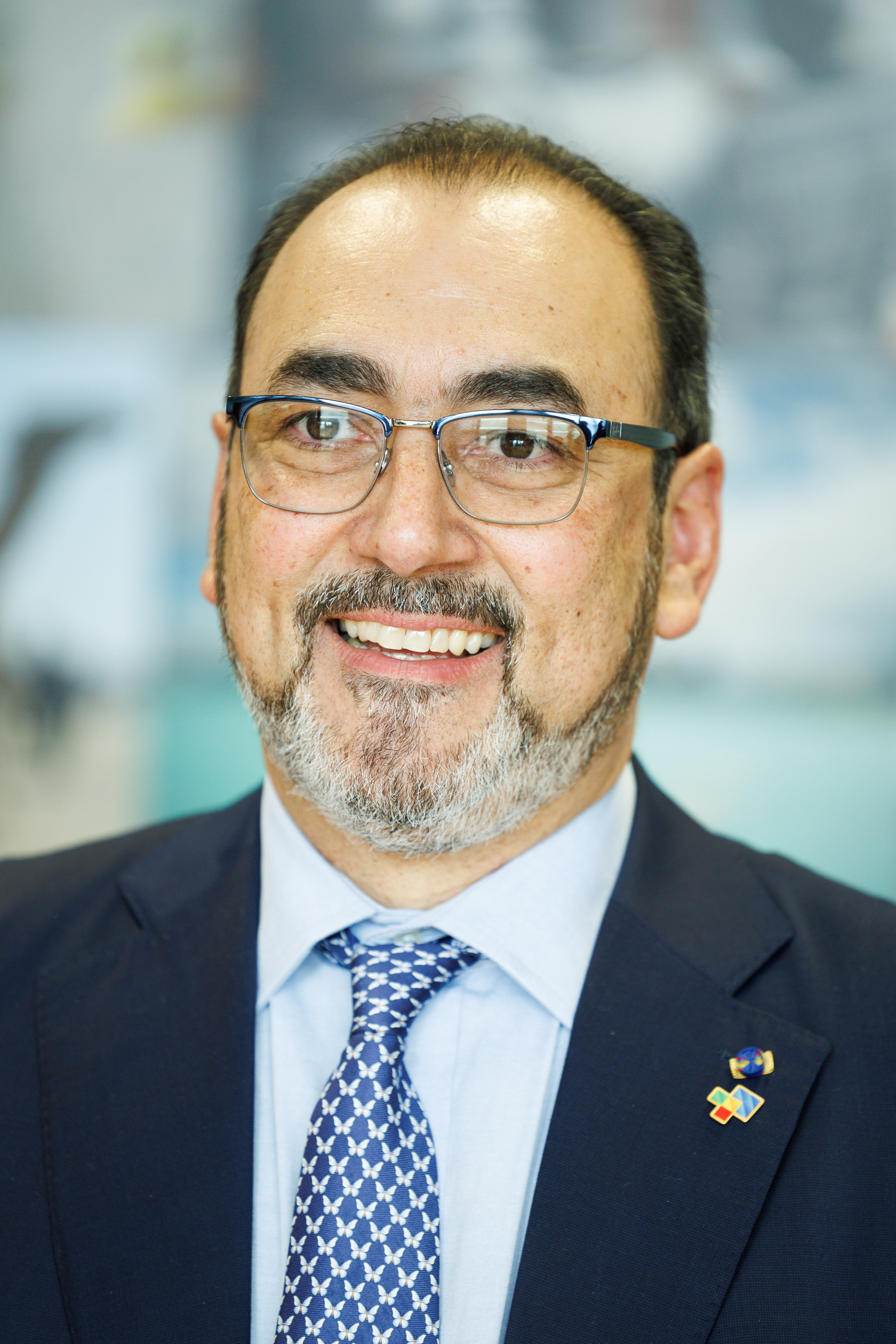
CAF—拉丁美洲和加勒比海開發銀行（英语：CAF – Development Bank of Latin America and the Caribbean） 主席 塞尔希奥·迪亚兹-格拉纳多斯·圭达（西班牙语：Sergio Díaz-Granados）
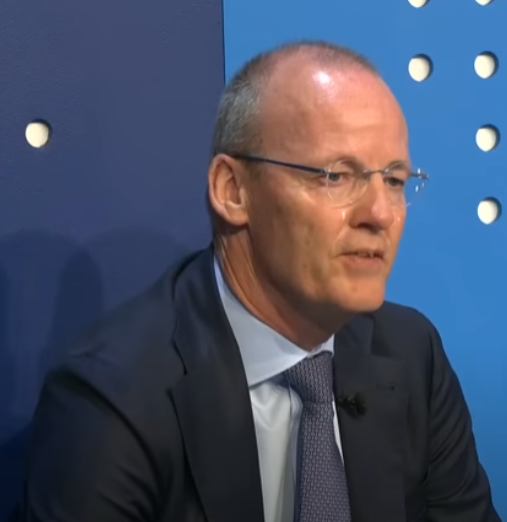
金融稳定委员会
主席 克拉斯·科诺特（荷兰语：Klaas Knot）
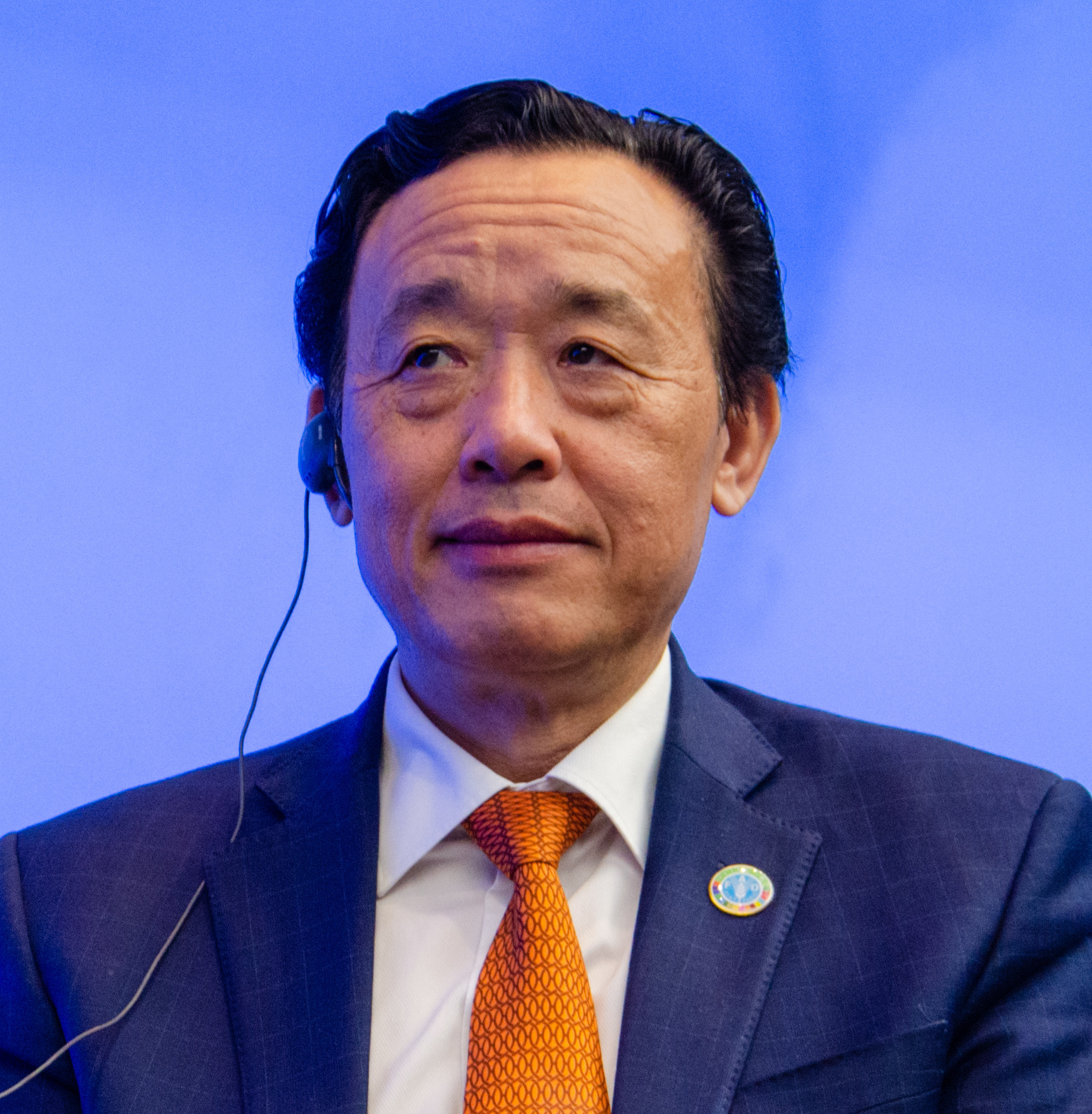
联合国粮食及农业组织 總幹事 屈冬玉
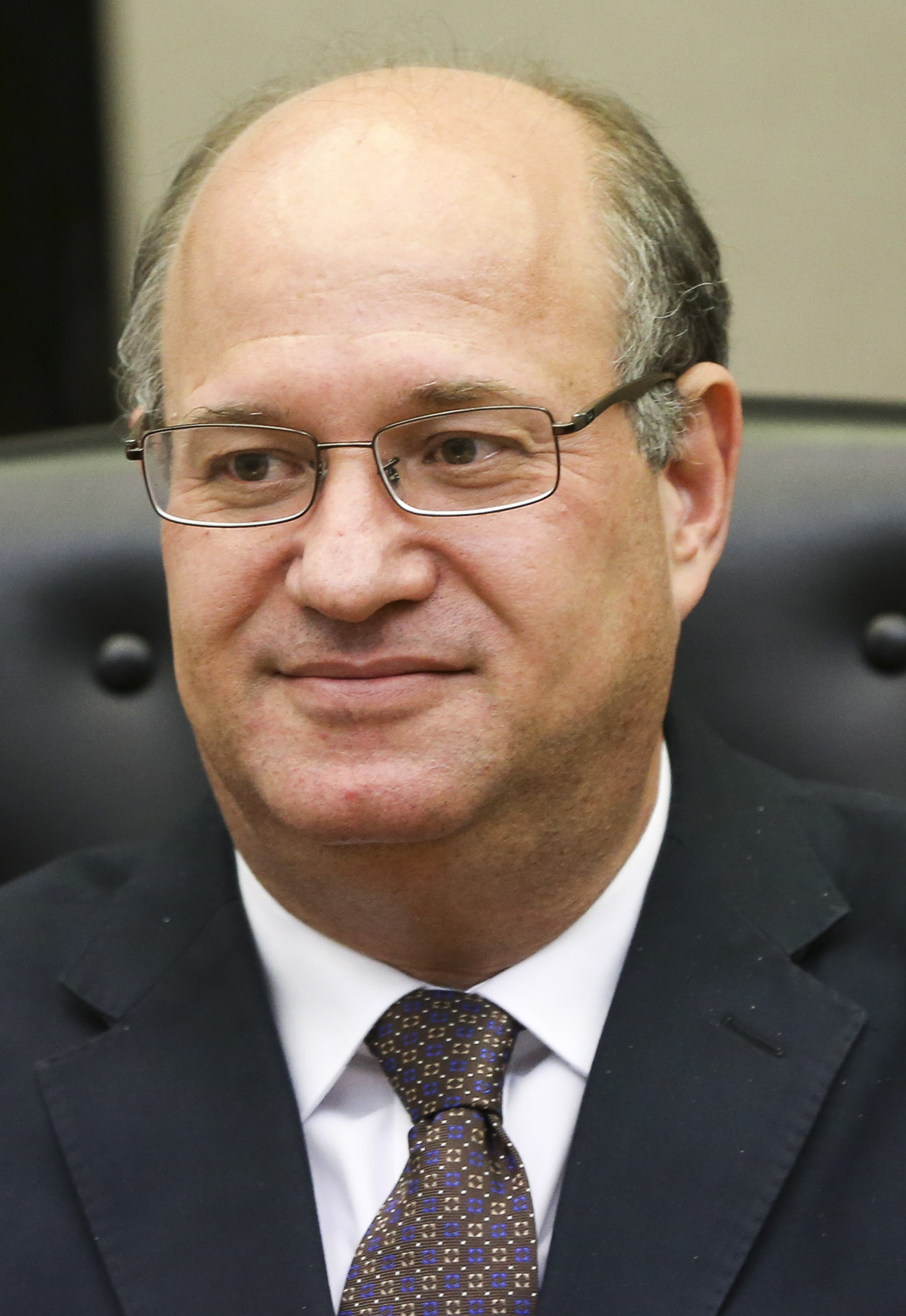
美洲開發銀行
主席 伊兰·戈尔德法因（葡萄牙語：Ilan Goldfajn）
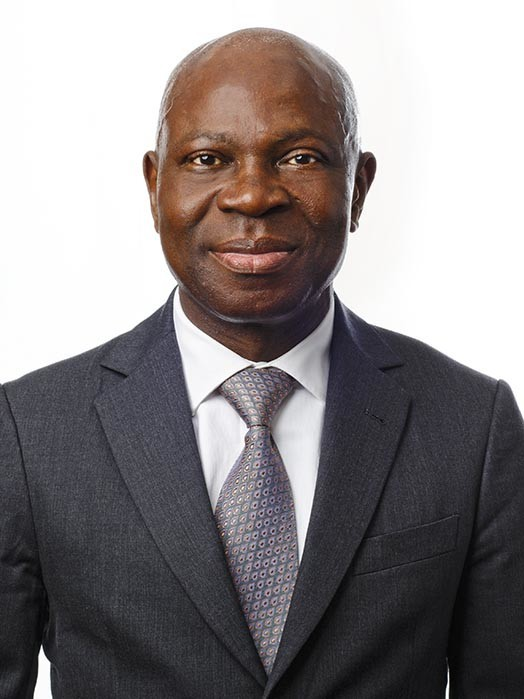
國際勞工組織
總幹事 吉尔伯特·洪博（英语：Gilbert Houngbo）
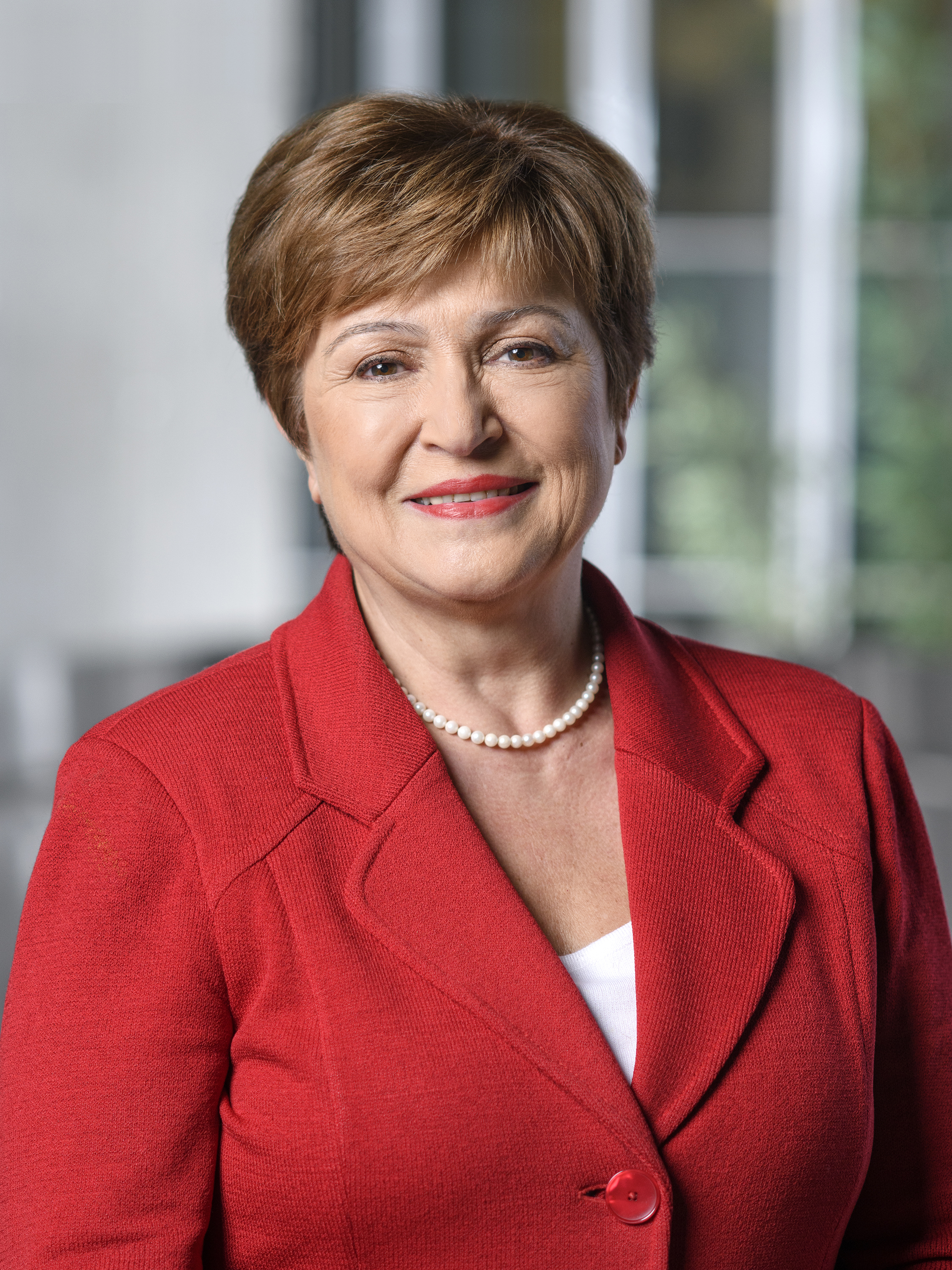
國際貨幣基金組織 常務董事 克里斯塔利娜·格奥尔基耶娃
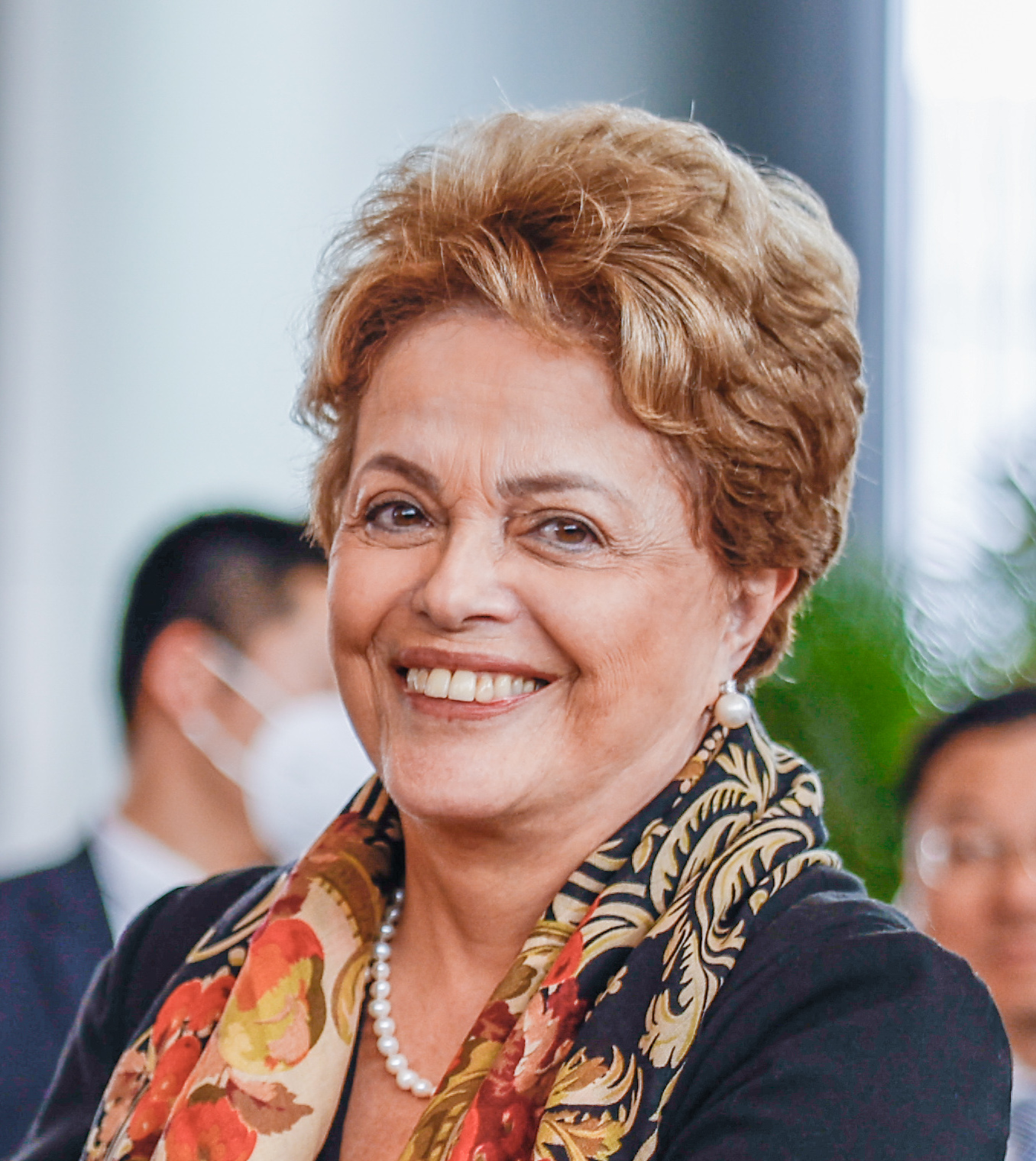
新开发银行 主席 迪爾瑪·羅塞夫
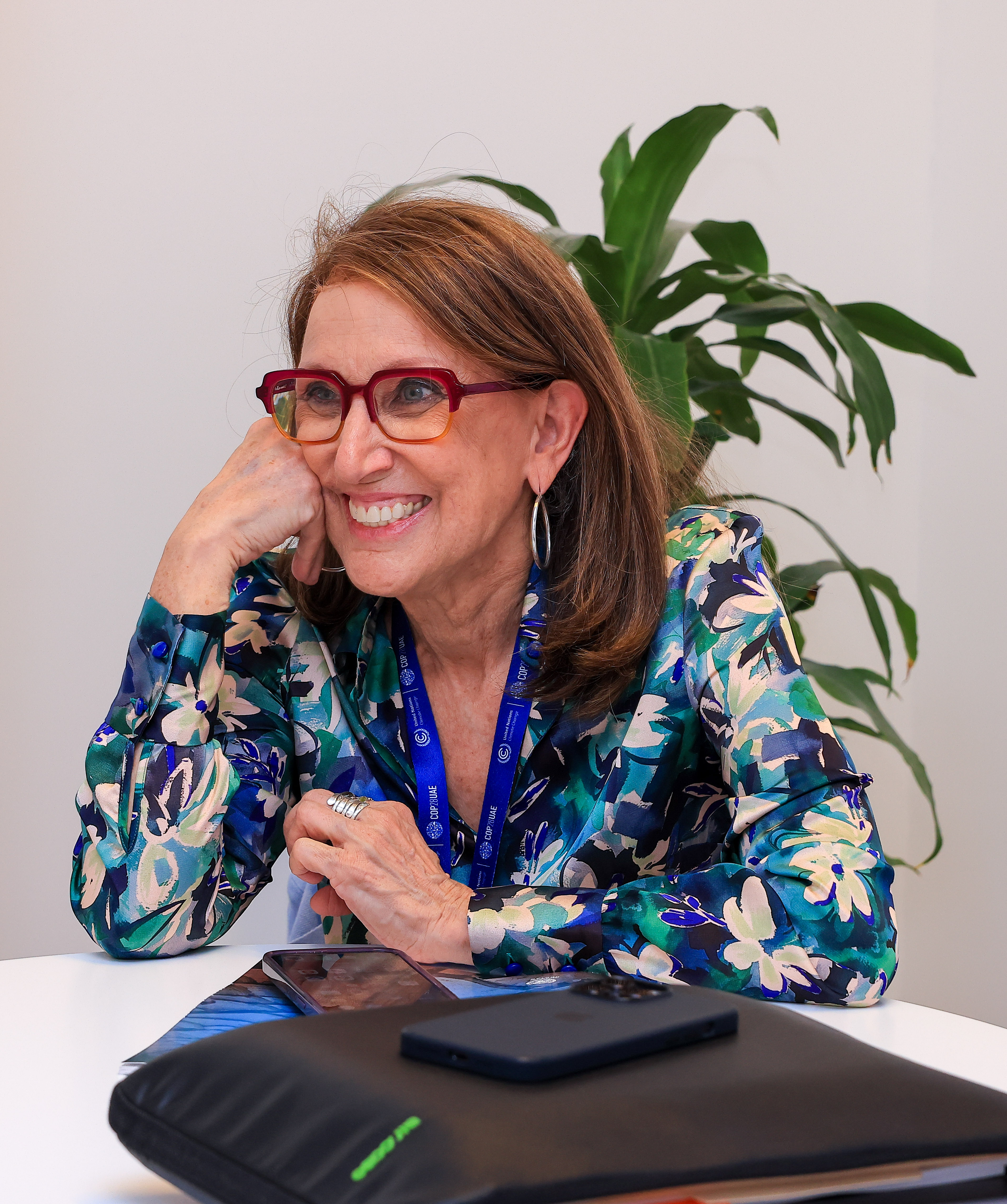
联合国贸易和发展会议
秘書長 丽贝卡·格林斯潘（英语：Rebeca Grynspan）
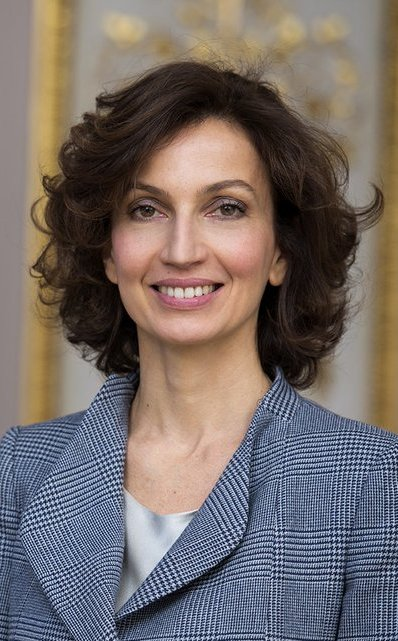
聯合國教科文組織 總幹事 奧德蕾·阿祖萊
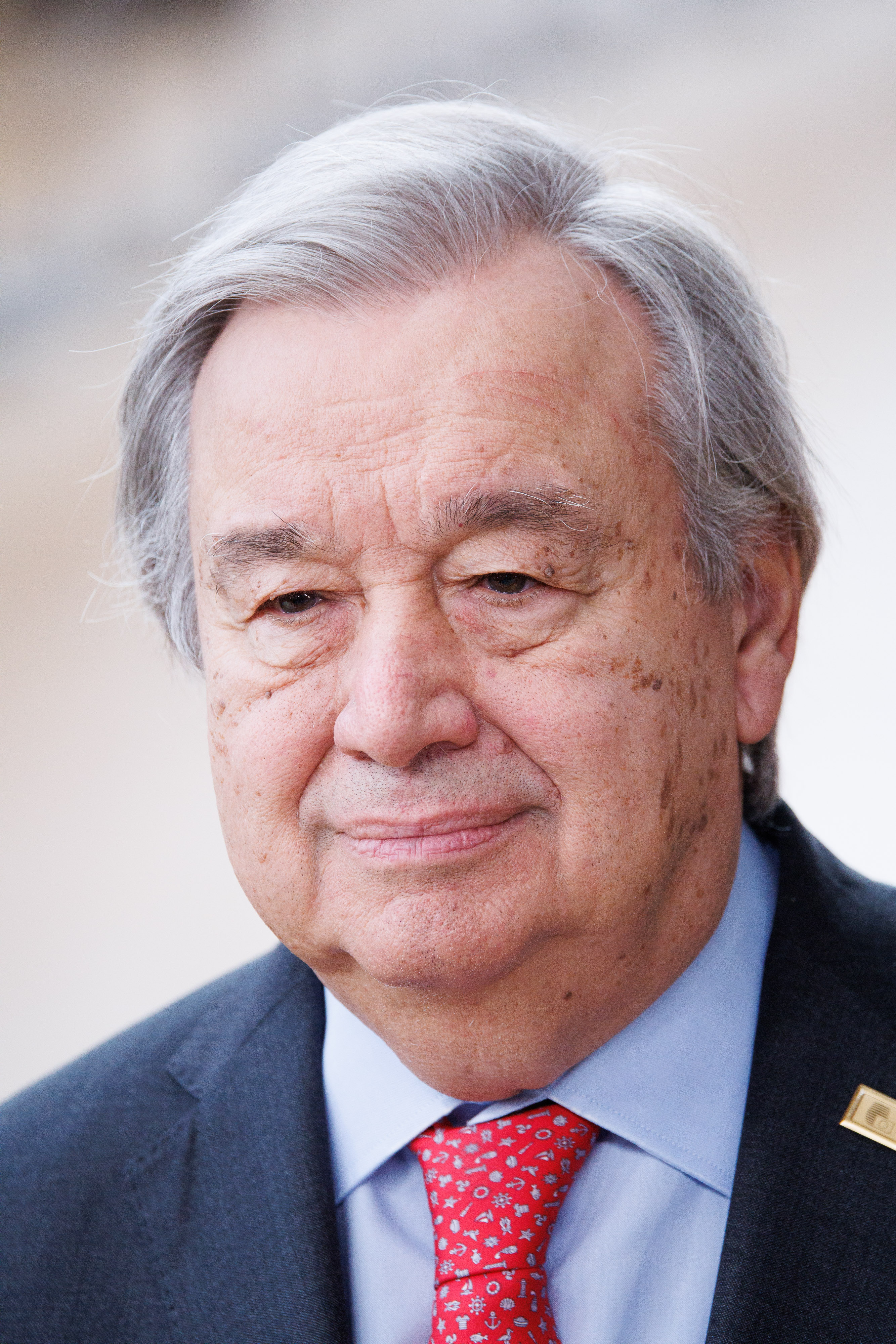
联合国 秘書長 安东尼奥·古特雷斯
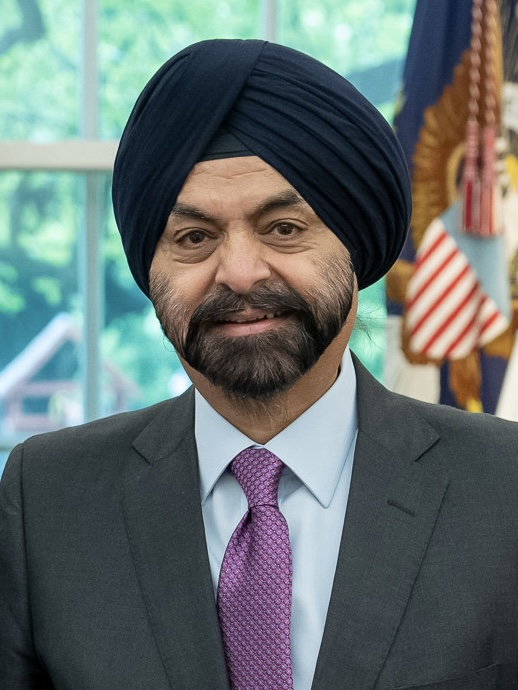
世界银行 主席 彭安杰
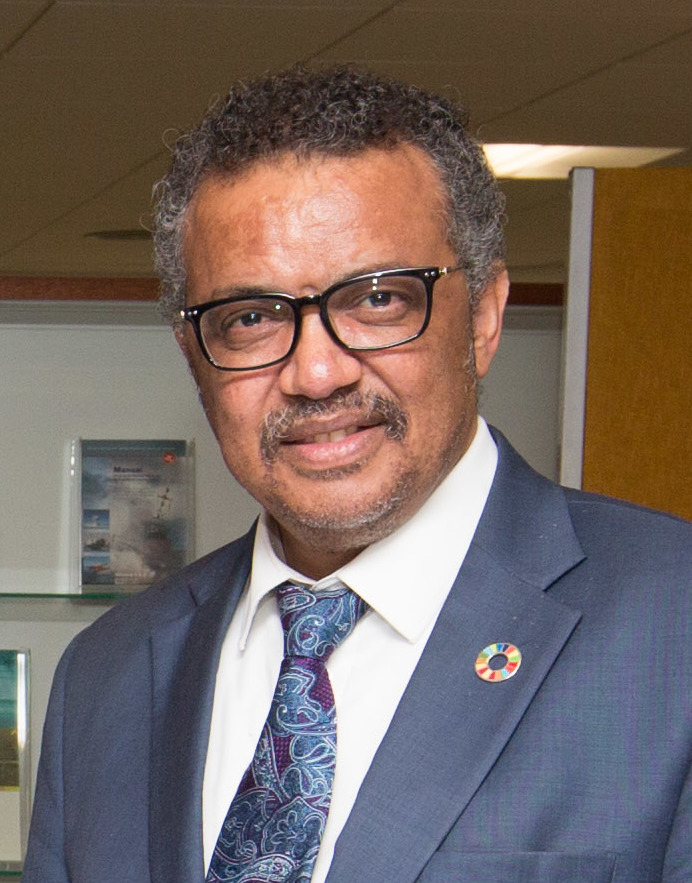
世界卫生组织 總幹事 谭德塞
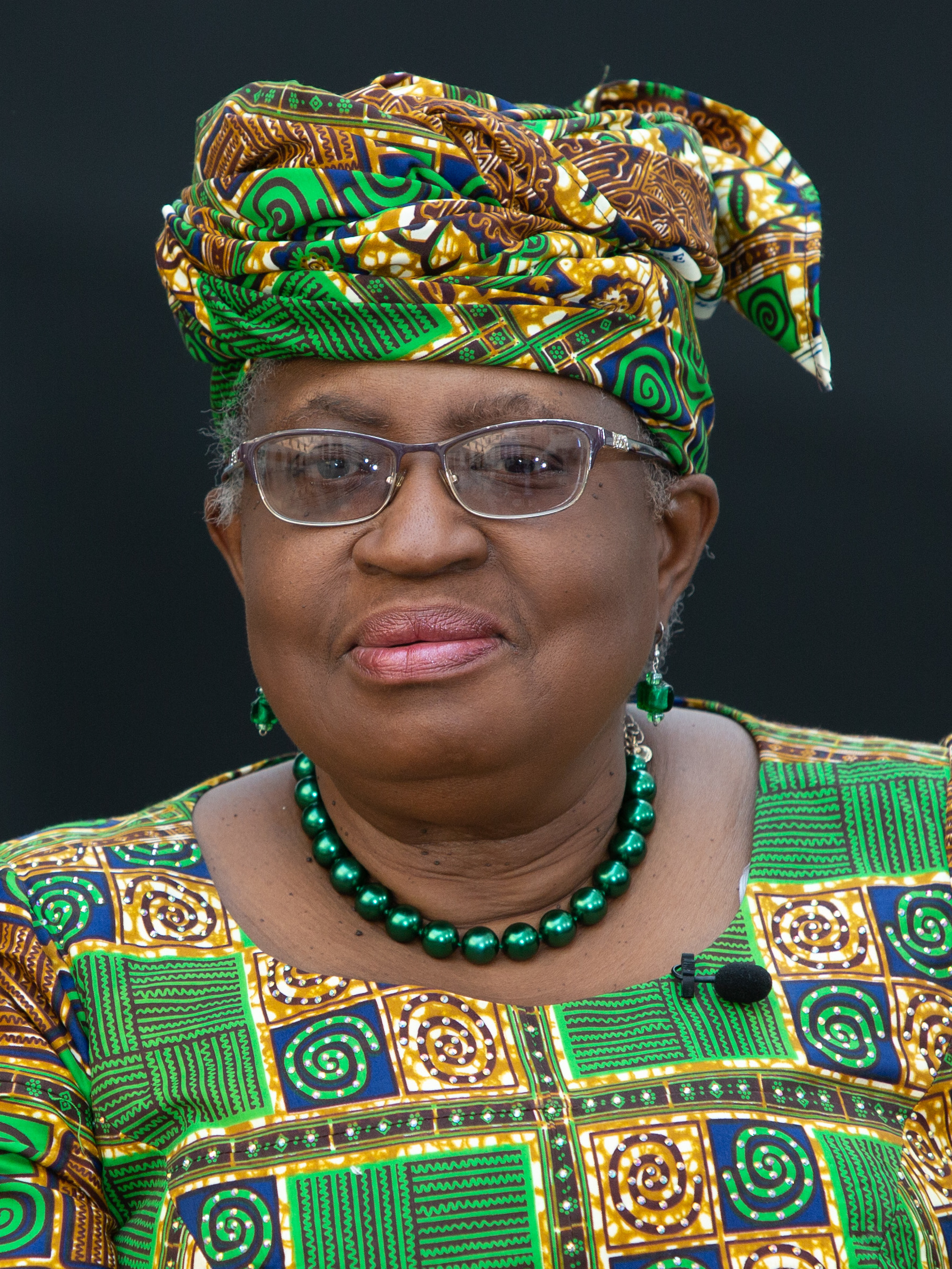
世界贸易组织 總幹事 恩戈齊·奧孔約-伊衞拉

## 外部連結
- G20官方網站 的存檔，存档日期2 December 2020.